# Histoire de Chartres

Blason de la ville de Chartres.

L'Histoire de Chartres inventorie, étudie et interprète l'ensemble des événements du passé liés à cette ville.
Peuplé depuis la Préhistoire, le site de Chartres accueille durant la période gauloise un oppidum érigé par les Carnutes, un peuple celte vivant sur le plateau de Beauce. La ville est mentionnée par le géographe Ptolémée sous le nom d'« Autrikon », c'est-à-dire le « port sur l'Eure ». Chartres est parfois identifiée comme le lieu désigné par Jules César où s'assemblaient les druides venus de toute la Gaule.
Durant l'époque romaine, la ville, désormais nommée Autricum, prend de l'importance. Celle-ci est dotée de monuments publics et d'un vaste sanctuaire au Sud-Est constituant l'un des plus grands complexes cultuels monumentaux du monde romain. Chartres connait une phase de déclin au cours de l'Antiquité tardive en raison notamment de l'essor et de la concurrence d'Orléans mais conserve une certaine importance durant le Haut Moyen-Âge. La ville devient vers cette époque un évêché important et un lieu de pèlerinage majeur à partir du Xe siècle grâce au don par le roi Charles le Chauve de la relique du voile de la Vierge.
Détruite à plusieurs reprises par les Vikings, par le duc de Normandie Richard Ier et par de fréquents incendies, la ville connait une époque de prospérité à partir du XIIe siècle. La ville devient également un centre intellectuel important en Occident sous l'impulsion de l'évêque Fulbert et de l'École de Chartres. La construction de la cathédrale Notre-Dame de Chartres au XIIe siècle achève de renforcer l'importance religieuse de la ville.
Du fait de sa situation géographique entre Paris et la Loire et de son rôle dans le ravitaillement de la capitale en blé, Chartres occupe un rôle stratégique qui lui vaut d'être assiégée à plusieurs reprises au cours de la guerre de Cent Ans, puis des guerres de Religion. Au cours de l'Époque moderne, la ville perd sa fonction de place forte et voit le déclin de son industrie textile. Elle se spécialise progressivement dans l'exportation des produits agricoles de la Beauce.
Au XIXe siècle, la ville connait une forte croissance de sa population et s'urbanise. Depuis la fin de la Seconde Guerre mondiale, Chartres connait une nouvelle phase d'essor démographique et d'urbanisation et une évolution de ses activités économiques vers le secteur tertiaire et le tourisme.

## Préhistoire et protohistoire

### Occupation au Néolithique
Des fouilles menées au début du XXe siècle indiquent que Chartres et ses environs ont été un grand centre industriel densément peuplé au Néolithique. Des fouilles réalisées en 2007 à Sours, au Sud-Est de Chartres, ont ainsi révélé un four à pain datant du Néolithique ancien qui attestent de la présence ancienne de l'homme dans la région. En 2008, un four à fosse moyen datant du Néolithique moyen est exhumé dans le quartier de Beaulieu.

### Vestiges de l'âge du fer
Des niveaux d'occupation datant de l'âge du fer ont été mis au jour au niveau de la rue Sainte-Catherine mais ne permettent pas de conclure à une occupation durable du site. Quatre opérations d’archéologie préventive réalisées entre 2004 et 2011 ont permis de révéler deux nécropoles à crémations et à enclos de la fin de l’âge du fer sur le territoire de la commune.
Des fouilles réalisées au XIXe siècle ont mis au jour un fossé de 6 kilomètres de long accompagné d'un talus couvrant une surface de 230 hectares, situé à l'emplacement des vallées de Rechèvres et de Vauroux, parfois daté de l'âge du fer et de l'époque de La Tène. Cependant, des incertitudes demeurent sur sa datation précise, certaines analyses mettant en évidence l'incompatibilité de la présence des nécropoles de l'âge du fer dans le périmètre du fossé avec les coutumes de l'époque, observées à Bibracte, à Manching et au Titelberg. Selon ces analyses, qui se basent également sur la datation de mobilier retrouvé sur le site, le fossé pourrait avoir été creusé lors de l'édification de la ville gallo-romaine à l'époque augustéenne.

## Antiquité

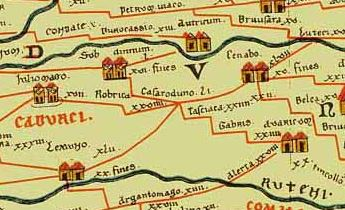
Vue de la région de Tours sur la table de Peutinger. La ville de Chartres apparaît dans la partie supérieure de la carte sous son nom antique d'Autricum.

### L'oppidum gaulois
Le géographe grec Ptolémée est le premier géographe à mentionner la ville de Chartres au IIe siècle av. J.-C. sous le nom d'« Autrikon », le port sur l'Eure,. La ville est alors un oppidum des Carnutes, un peuple gaulois celtique vivant sur le plateau de Beauce. Si la ville n'est pas citée dans la Guerre des Gaules de Jules César, celle-ci figure sous le nom d'« Autricum » sur la table de Peutinger. L'occupation du site avant la présence romaine, et notamment la localisation exacte de l'oppidum gaulois, est cependant mal connue à ce jour.
Des incertitudes demeurent concernant l'usage durant l'époque gauloise du fossé défensif de 230 hectares mis au jour à l'emplacement des vallées de Rechèvres et de Vauroux. Selon les analyses, l'oppidum de Chartres aurait pu occuper ce site et serait par conséquent un oppidum de plaine. Si le creusement du fossé est postérieur à l'installation des Carnutes, l'oppidum celtique qui aurait existé avant l'occupation romaine serait ainsi un oppidum d’éperon ou de plateau, de moindre superficie, muni d’un éventuel barrage ou d’un autre type d’enceinte, qui n'aurait pas encore été localisé.
Autricum est parfois identifiée comme le lieu de l'assemblée des druides décrite par Jules César. Au XIVe siècle, Jean de Gerson rapporte la légende médiévale d'un sanctuaire druidique qui aurait occupé le site de l'actuelle cathédrale Notre-Dame-de-Chartres.

### La ville gallo-romaine au Haut-Empire

#### Édification d'un centre urbain important
- attestées
- hypothétiques

Hypothèse de restitution. Structures :

La ville d'Autricum, parfois désigné sous le nom de Civitas Carnotum (la ville des Carnutes), devient une grande cité durant l'époque romaine. Un réseau de routes est installé sous Auguste ou, au plus tard, sous Tibère.
Chartres est déjà partagée entre ville basse et ville haute, desservies chacune par un aqueduc. Dans la ville haute, Autricum comprend plusieurs monuments politiques, culturels et religieux de grande dimension. L'éperon formé par la rencontre des vallées de l’Eure et du Couesnon accueille peut-être le forum de la ville. En contrebas se trouve un amphithéâtre, occupant le secteur de l'actuelle collégiale Saint-André, dont les restes ont été exhumés lors de fouilles en 1965. Au Nord se trouve un grand bâtiment de plus de 80 mètres de long, adossé au pied du coteau et soutenu par des murs de terrasse. En dehors des monuments, les habitations sont construites en matériaux périssables : poteaux plantés, reposant sur des blocs ou des solins enterrés non maçonnés, élévations en torchis.
Au Sud du forum, à l'emplacement du parvis de la cathédrale actuelle, se trouvait une construction monumentale datant du milieu du Ier siècle, dont la fonction n'a pas encore été précisée. Deux aqueducs ont été construits à Houdouenne sur la rive droite de l'Eure et à Landelles. Ce dernier daterait de la période néronienne.
La mise en place du réseau des voies romaines en Gaule participent à la hiérarchisation des villes. Autricum est tenue à l'écart des axes importants et ne devient pas un carrefour majeur de circulation. Cette situation pèse par la suite durablement sur le développement de la ville dans les époques ultérieures.

#### Le sanctuaire gallo-romain de «Saint-Martin-au-Val»
Le complexe cultuel, dit de « Saint-Martin-au-Val », est érigé entre les années 70 et 120 à moins d'1 kilomètre du centre administratif et politique de l'époque antique, dans l'actuel quartier Saint-Brice. Constitué de plusieurs bâtiments, dont un temple dédié à Apollon et de plusieurs bassins rituels, ce complexe est l’un des plus grands sanctuaires monumentaux connus dans le monde romain,,.

### La ville d'Autricum durant l'Antiquité tardive

#### Un déclin probable après leIIIesiècle
À la fin du IIIe siècle, Autricum est amputée d'un vaste territoire au Sud-Est, qui est affecté à la ville de Cenabum (future Orléans), capitale des Aureliani. Cette évolution est peut-être le fait des réformes de Dioclétien, qui transforment en profondeur l'organisation territoriale de l'Empire romain durant l'Antiquité tardive et entérinent, de fait, l'importance croissante d'Orléans au plan notamment économique. Autricum, qui est rattachée à la province de Lyonnaise seconde connaît peut-être alors un certain déclin, qui pourrait être matérialisé par l'absence probable d'enceinte fortifiée (castrum) construite durant le Bas-Empire. Les fouilles archéologiques menées sur le site de la ville antique attestent également de grands changements dès le milieu ou la fin du IIIe siècle, se traduisant notamment par l'abandon de quartiers résidentiels et artisanaux actifs durant le Haut-Empire, et par un rétrécissement de la taille de la ville. Autricum reste cependant une ville importante puisqu'elle devient le siège d'un évêché au IVe siècle et qu'elle compte parmi les villes les plus étendues de la Gaule du Bas-Empire, avec une superficie comparable à celle de Reims et de Bordeaux.
Selon la Notitia Dignitatum, une unité de fédérés teutons aurait été stationnée dans le pays carnute, sinon à Chartres, vers la fin du IVe siècle. Témoin de la présence de population germanique dans la région à la fin de l'Empire romain, deux fibules ansées en arbalète, appartenant à la tradition vestimentaire des Germains orientaux, ont été mises au jour dans la nécropole Saint-Chéron utilisée à cette époque.
À la fin du Ve siècle, la ville d'Autricum est intégrée dans le royaume de Soissons, un territoire romain autonome qui se maintient dans le Nord de la Gaule après la chute de l'Empire romain d'Occident. Après la victoire de Clovis contre Syagrius à la bataille de Soissons en 486, la ville est intégrée dans le royaume franc.

#### Christianisation de la région chartraine

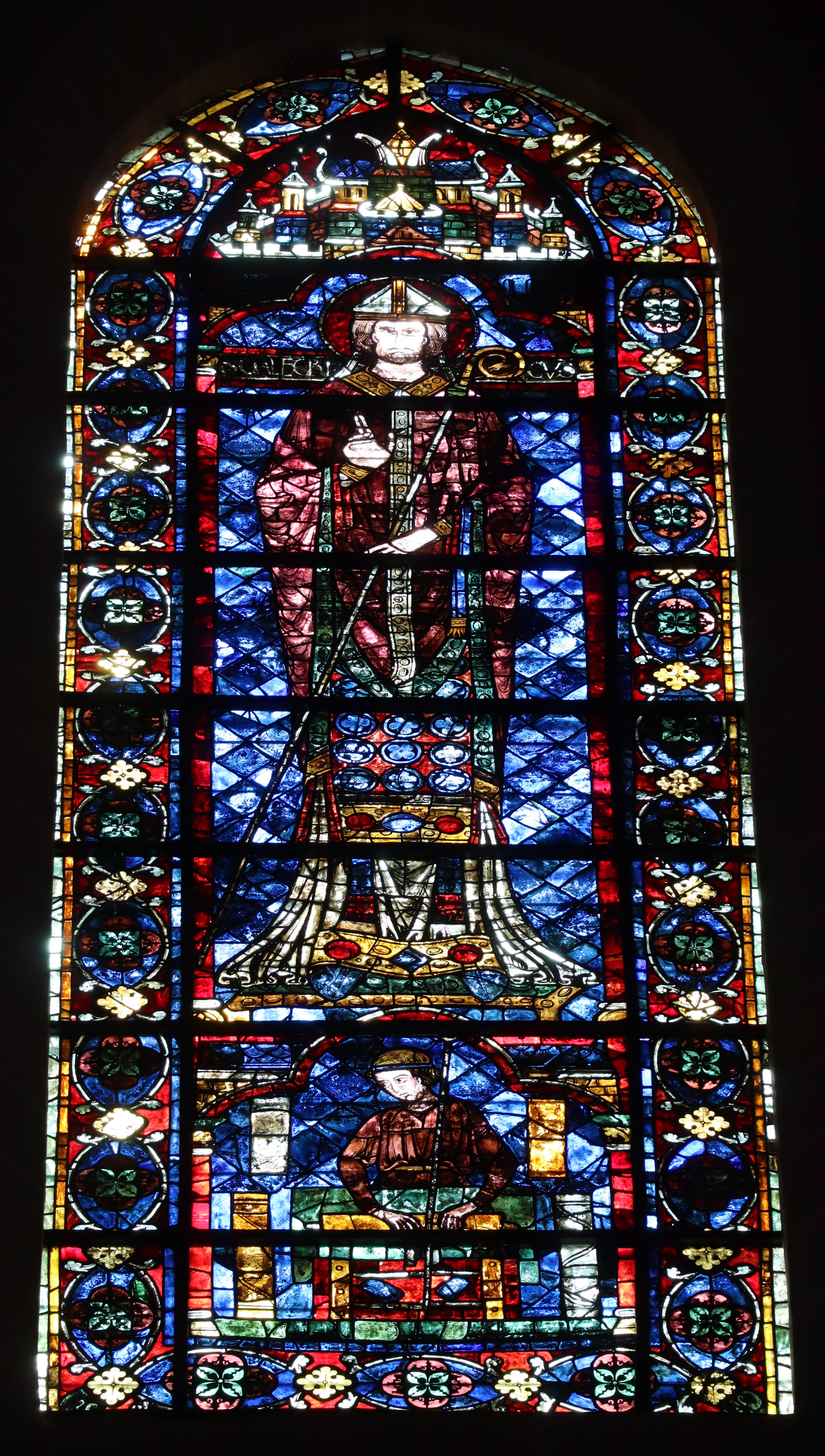
Vitrail de la cathédrale de Chartres montrant Calétric, l'un des premiers évêques de la ville, mort en 573

Une légende médiévale, qui ne serait pas antérieure au XIe siècle, donne pour évangélisateurs de Chartres les saints Savinien, Altin et Eodald venus de Sens au IIIe siècle,. Saint Altin est donné pour premier évêque d'Orléans et Chartres mais ne figure pas sur les listes épiscopales de ces deux diocèses. Selon une autre légende médiévale, des missionnaires envoyés par Saint Pierre en Gaule au Ier siècle auraient découvert à Chartres un proto-culte marial institué par les druides envers « la Vierge qui enfantera » (Virgini pariturae).
Les témoignages les plus anciens du christianisme à Chartres mis au jour par l'archéologie ont été cependant retrouvés en milieu rural au Ve siècle. Des fouilles menées sur le site de la villa suburbaine de « Loché » à Dammarie ont permis d'exhumer plusieurs objets présentant des symboles chrétiens. Les fouilles menées sur les deux nécropoles datant du Bas-Empire, Saint-Barthélémy et Saint-Chéron, n'ont pas mis en évidence de signes d'appartenance au christianisme parmi les personnes enterrées sur place. L'orientation Est-Ouest de certaines tombes dans la nécropole Saint-Barthélémy est toutefois considéré par certaines analyses comme un indice de christianisation.

#### Premiers évêques de Chartres
Les débuts de l'épiscopat à Chartres pourraient être datés du IVe siècle comme à Paris, Orléans ou encore Sens. Si l'historicité d'Aventin, le premier évêque contemporain des apôtres connu par un manuscrit du XIe siècle, paraît peu établie, le troisième évêque cité, Valentin, a peut-être réellement existé. Le chroniqueur ecclésiastique Sulpice Sévère mentionne en effet un évêque portant ce nom qui aurait procédé à un miracle en 395 en présence de Martin de Tours.
Les évêques du VIe siècle sont quant à eux mieux connus du fait de leur participation à des conciles. Le 11e évêque de Chartres, Aventin, aurait ainsi participé au concile d'Orléans en 511. Son prédécesseur, qui était aussi son frère, Solenne, aurait participé à la conversion du roi franc Clovis et aurait assisté à son baptême à Reims. L'évêque Lubin aurait quant à lui pris part au cinquième concile d'Orléans en 549 et au deuxième concile de Paris en 553. Le poète Venance Fortunat rédigea l'épitaphe de l'évêque Calétric, mort vers 573.
Deux églises, Saint-Serge et Saint-Bacche et Saint-Martin-au-Val, sont également datées du VIe siècle. Sur le site de l'ancienne église de Saint-Martin-au-Val, des fouilles menées depuis le XVIIIe siècle ont ainsi mis au jour plusieurs sarcophages datant de cette époque. La crypte de l'église actuelle conserve dans sa crypte un chapiteau à anse de facture mérovingienne.

## Moyen Âge

### Haut Moyen Âge

#### Une ville réduite au centre de la ville antique
Selon les fouilles conduites à Chartres, l'espace urbanisé au Haut Moyen Âge se réduit au sommet du promontoire, correspondant au centre de la ville antique. Durant la phase de déclin connue par la ville durant l'Antiquité tardive, sa surface passe de plus de 200 hectares à environ 11 hectares. Certains axes de circulation antiques restent utilisés comme en témoignent notamment l'orientation de l'église épiscopale, située à proximité de l'ancien forum. La ville est largement bâtie en terre et en bois.
Chartres compte probablement une quinzaine d'édifices religieux durant le Haut Moyen Âge, ce qui représente un nombre conséquent, pouvant s'expliquer par la richesse du clergé local et par le fort degré de christianisation de la population. L’Église s’approprie certains des anciens monuments antiques ou des emplacements importants de la ville. L'église Saint-André est construite sur le site de l’amphithéâtre, et une église dédiée à Saint Martin de Tours est construite sur l'emplacement de l'ancien complexe cultuel au Sud-Est de la ville.
Selon certaines hypothèses, le nombre d'édifices religieux pourrait aussi s'expliquer par un éclatement des communautés. L'ancienne ville antique aurait laissé place à plusieurs villages, qui auraient chacun été organisés autour d'une église à l'instar de Saint-Hilaire et Sainte-Foy et d'autres églises disparues consacrées à Saint-Saturnin, à Saint-Michel et à Saint-Martin dit « le viandier ».

#### Un territoire disputé
Après la mort de Clovis, la région de Chartres passe successivement sous le contrôle de Clodomir, de Childebert et de Clotaire, puis des fils de ce dernier. En 600, la ville est incluse dans le domaine de Clotaire II. Cette année-là ou en 603, Thierry II, roi de Bourgogne, met le siège devant Chartres. La Vie de Saint Laumer, écrite à la fin du IXe siècle, affirme que Thierry aurait fait couper les aqueducs romains pour obtenir la reddition de la ville. Au cours du siège, l'évêque de Chartres Béthaire aurait été capturé par ruse. Face à Thierry, l'ecclésiastique aurait obtenu la sauvegarde de la ville.
Chartres est à nouveau assiégée en 743 par le duc d'Aquitaine Hunald, en révolte contre Pépin Le Bref et Carloman. La ville est incendiée, de même que l'église cathédrale. Les deux princes font don à la ville d'une partie de la forêt d'Yveline, peut-être en forme de dédommagement à l'Église de Chartres.

### L'époque carolingienne

#### Une ville importante aux plans politique et religieux

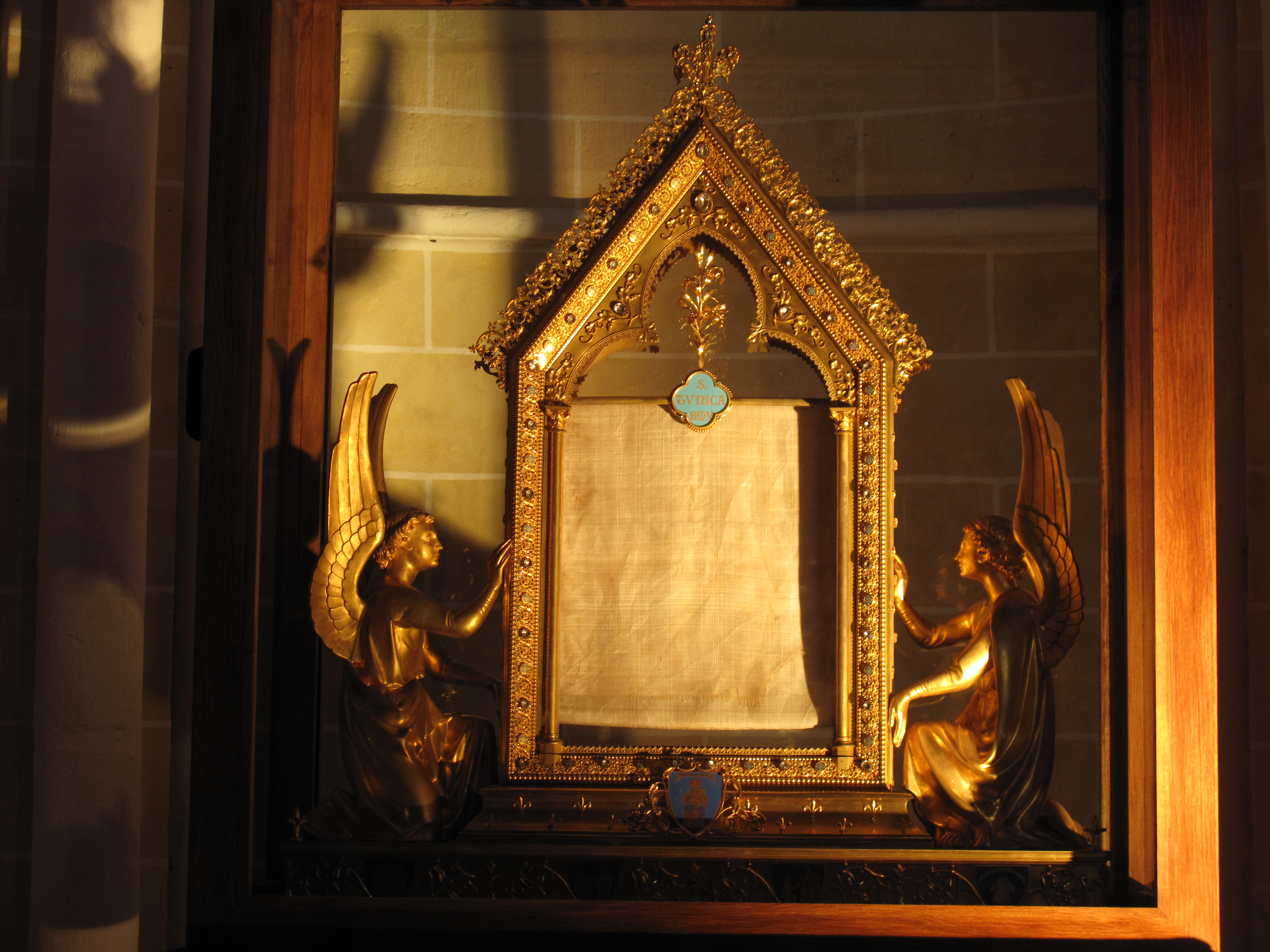
La relique du Voile de la Vierge de Chartres, donnée par Charles II le Chauve en 876, fait de la ville un lieu de pèlerinage important

L'évolution urbaine de Chartres au IXe siècle est peu connue. La ville devait avoir une certaine importance puisqu'elle fut le théâtre de deux épisodes de luttes entre les fils de Charlemagne. Lothaire y concentre ses forces peu après 840 avant d'attaquer Charles II le Chauve. En 849, un concile se réunit à Chartres pour juger Charles d'Aquitaine après que ce dernier a réclamé pour lui-même le royaume d'Aquitaine.

En 876, Charles II le Chauve fait don à la ville de Chartres de la relique du voile de la Vierge. Celle-ci attire les pèlerins qui font la richesse de la ville et la puissance des institutions religieuses locales. Au XIe siècle, le moine Paul, religieux à l'abbaye Saint-Père entre 1060 et 1088, décrit Chartres telle qu’il pensait qu’elle était au IXe siècle : 

« C’était une ville très peuplée et la plus riche des villes de la Neustrie, très célèbre par la hauteur de ses murailles, la beauté de ses édifices et la culture des Beaux-Art »

Les fouilles réalisées à Chartres montrent de rares vestiges dans la période comprise entre le VIIIe et le Xe siècle. Cet état de fait donne à penser, selon certaines analyses, à une nouvelle régression de la ville à la fin du IXe siècle, notamment du fait des raids vikings dans la région chartraine.

#### Les raids vikings à Chartres
Chartres est la cible de plusieurs raids vikings au cours de la seconde moitié du IXe siècle et au début du Xe siècle. En juin 858, les Vikings investissent pour la première fois la ville et la détruisent. Durant l'attaque, l'évêque de la ville Frobaud meurt en tentant de traverser l'Eure à la nage, ainsi qu'un grand nombre de clercs. Chartres est reconstruite et dotée pour la première fois de remparts. Lors d'une nouvelle attaque en 865, les Vikings sont repoussés. En février 886, durant le siège de Paris, une partie des soldats de Sigfried attaquent Chartres sans succès.
À l'été 911, le chef normand Rollon entreprend le siège de la ville au retour d'une expédition en Bourgogne. L'évêque de Chartres Gancelme organise la résistance et fait appel au duc de Neustrie Robert, au duc de Bourgogne Richard le Justicier et au comte de Poitou Ebles Manzer. Leurs armées battent les Normands devant les fortifications de la ville le 20 juillet.
Selon un récit datant du XIIe siècle, l'évêque aurait fait fuir les Normands en brandissant la chemise de Marie, le voile de la Vierge, relique majeure de la cathédrale. Cette victoire, attribuée à l’intercession de la Vierge elle-même, ne fera qu’accroître dans les siècles suivant le rayonnement du pèlerinage qui, à la faveur des dons, facilite le financement de la cathédrale actuelle.

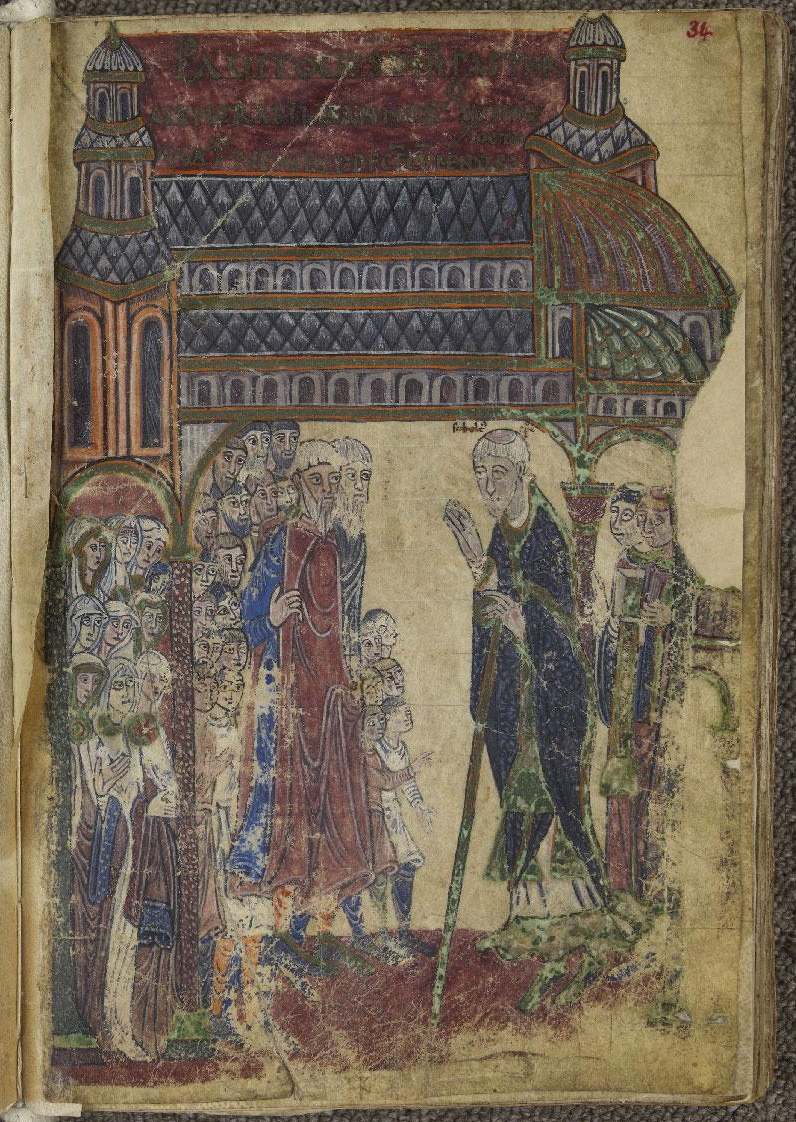
Fulbert de Chartres dans la cathédrale de Chartres nouvellement construite. Miniature extraite de l'Obituaire de Notre-Dame de Chartres, martyrologe et nécrologe du chapitre de Notre-Dame

### Chartres durant l'An Mil (Xe-XIesiècle)

#### Une ville au carrefour des rivalités entre le comte de Blois et le duc de Normandie
Entre 956 et 960, Thibaud Ier « le Tricheur », comte de Blois, s'émancipe de son suzerain Hugues Capet. Entre 956 et 960, il s'empare des comtés de Chartres et de Châteaudun. Ces gains territoriaux, additionnés au contrôle de la Champagne, le placent sur un pied d'égalité et de rivalité avec le duc de Normandie Richard Ier. Une guerre éclate entre les deux seigneurs en 960. Après que Richard a battu l'armée de Thibaud devant Rouen en 962, le duc de Normandie se dirige vers Chartres et incendie la ville le 5 août 962.

#### Un essor économique à la fin duXIesiècle
Chartres connait un essor économique à partir du XIe siècle grâce au développement de l'artisanat, encouragé par le comte et par l'évêque. Cette période voit notamment la création des « métiers de la rivière », qui regroupent les corporations des teinturiers, des lainiers, des tisserands et des arçonneurs (ceux qui nettoient la laine brute et la cardent). La ville bénéficie aussi des richesse des terres de la Beauce, où l'Église possède de vastes propriétés.
Au cours du XIe siècle, la ville, dont les habitations sont construites en bois, est ravagée par plusieurs incendies, en 1020, 1032, 1034 et 1062. L'incendie du 7 septembre 1020 qui touche la cathédrale de Chartres est provoqué par la foudre. L'évêque Fulbert entreprend aussitôt sa reconstruction,. Malgré un nouvel incendie qui ravage la charpente, elle est consacrée par le successeur de Fulbert, l'évêque Thierry, le 17 octobre 1037.

#### Fulbert de Chartres
Né entre 952 et 970 et issu d'un milieu modeste, Fulbert de Chartres devient chanoine et écolâtre de la cathédrale de Chartres à partir de 1004. Conseiller du roi Robert II le pieux, il est nommé par celui-ci évêque de Chartres en 1006. Fulbert donne, par son enseignement à l'école cathédrale de Chartres, l'élan qui fera d'elle, au XIIe siècle, un centre d'études important, illustré par des penseurs de premier ordre.
La cathédrale que Fulbert fait reconstruire entre 1020 et 1028 est de style roman. Celle-ci est constituée de deux niveaux avec des accès différenciés. La crypte est consacrée à la vénération des reliques tandis que l'étage supérieur est dédié aux cérémonies présidées par l'évêque. Par la suite, une puis deux tours furent ajoutées pour encadrer la façade occidentale, avant que celle-ci ne soit elle-même rebâtie en même temps que le portail royal.

### Renaissance duXIIeetXIIIesiècles

#### Une ville prospère

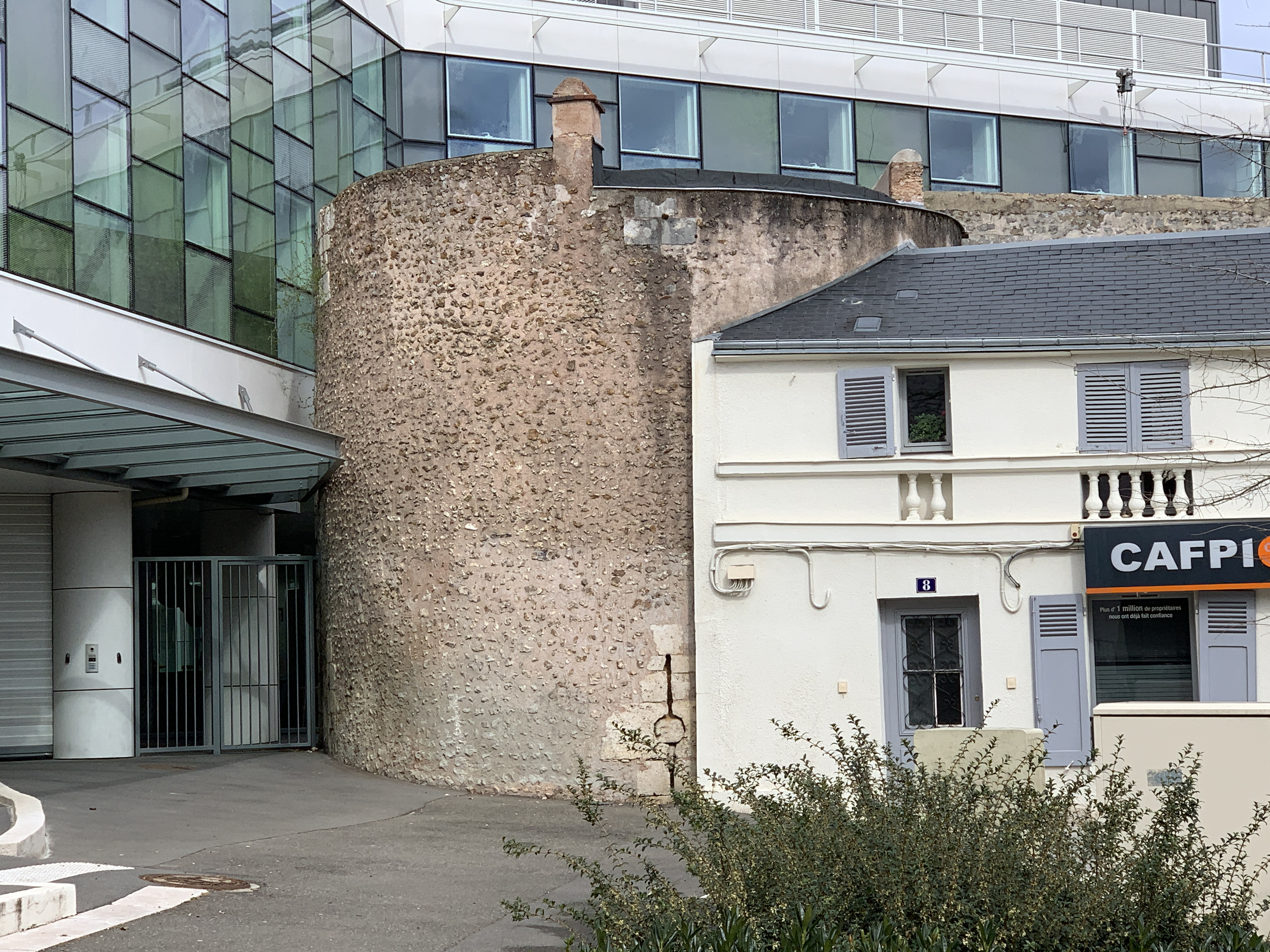
Vestiges de la tour semi-circulaire construite à la fin du XIIe siècle défendant la porte Saint-Michel, ici encastrés et contigus à des bâtiments modernes

Bien qu'éloigné de l'axe essentiel du royaume capétien joignant Paris à Orléans par la voie la plus directe, Chartres connait une période de prospérité au XIIe siècle. Sous le règne de Louis IX, la ville compte entre 8 et 10 000 habitants à l'intérieur de l'enceinte et dans ses faubourgs, ce qui lui confère une place honorable parmi les villes du Royaume. Au même moment, Lille compte 10 000 habitants, Metz 25 à 30 000, Bordeaux 30 000 habitants.
La ville se dote au XIIe siècle d'une enceinte fortifiée sous l'impulsion conjointe de l'évêque Pierre de Celle et du comte de Chartres Thibaut V. À partir des années 1180, sept des onze paroisses chartraines sont encloses dans le périmètre de l'enceinte — les paroisses de Saint-André, de Saint-Hilaire, de Sainte-Foy, de Saint-Aignan, de Saint-Michel et de Saint-Martin-Le-Viandier. Parmi les ouvrages défensifs de la ville, la porte Guillaume garde probablement l'entrée méridionale de la ville fortifiée. Selon l'historien André Chédeville, la construction des remparts peut-être mise en relation avec « l'exaspération de la lutte entre les Capétiens et les Plantagenêts qui risquaient de prendre le Chartrain pour champ clos ».
Chartres attire à la fois les pèlerins, les artisans qui participent à l'édification de la cathédrale, mais aussi les marchands qui participent à ses foires, au nombre de cinq et peut-être de neuf. La plus ancienne d'entre elles, placée sous l'égide de Saint-Simon et de Saint-Jude, est créée par le comte Thibaud IV. L'afflux de ses visiteurs participe au développement du commerce, de l'hôtellerie et de l'artisanat local dont la réputation favorise l'exportation.

##### Un apogée de la fonction religieuse à Chartres
La fonction religieuse à Chartres connaît son apogée au cours du XIIe et du XIIIe siècle. Outre la construction de la cathédrale Notre-Dame, l'époque voit aussi la construction d'églises dans chaque paroisse. La collégiale Saint-André et l'église Sainte-Foy sont construites au cours du XIIe siècle. L'église Saint-Pierre est achevé en 1320. De nouveaux monastères s'établissent également à Chartres. En 1209, les Cordeliers implantent une communauté dans le faubourg des Epars, dont le monastère subsiste jusqu'au siège de 1568. En 1221, les Jacobins, institués par Dominique de Guzmán, s'établissent à Chartres. Deux conciles se tiennent aussi à Chartres au cours du XIIe siècle : le premier en 1124, dont on ignore les actes, et le second en 1146, au cours duquel Bernard de Clairvaux prêche la seconde croisade.
En 1256, le clergé chartrain initie la construction d'une enceinte autour des principaux édifices religieux de la ville : la cathédrale, la chapelle Saint-Piat, l'évêché, l'Hôtel-Dieu et l'abbaye Saint-Jean. Cette clôture du cloître, percée de neuf portes, isole le sanctuaire et lui donne l'allure d'une enclave au sein de l'agglomération, permettant au clergé de prendre ses distances à l'égard de la vie urbaine. Sa construction, achevée en 1327, provoque de fréquentes rixes entre les partisans du chapitre et les partisans du comte.

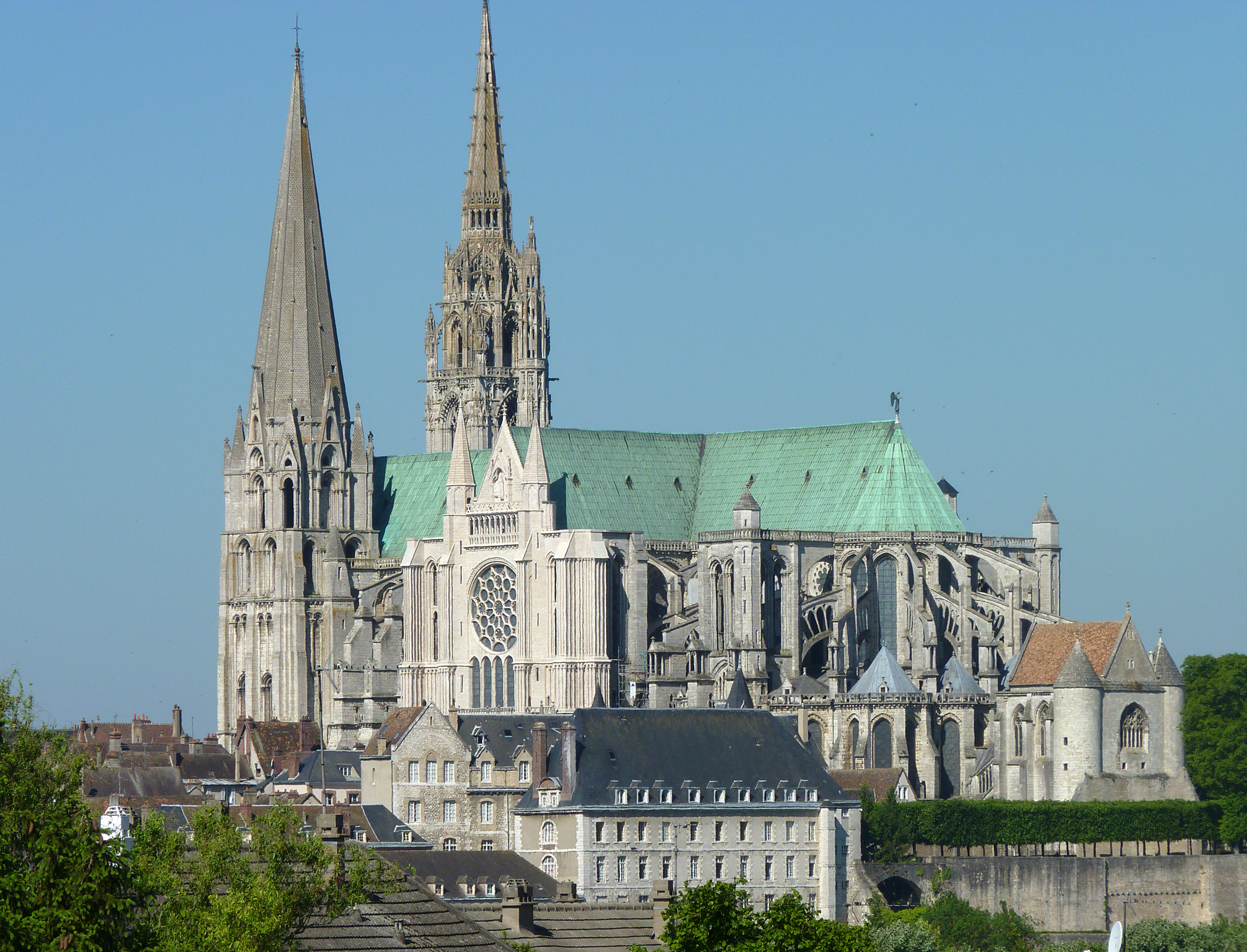
Vue de la cathédrale Notre-Dame de Chartres depuis le Sud-Est

#### La construction de la cathédrale Notre-Dame de Chartres
Le 5 septembre 1134, la ville de Chartres est presque entièrement détruite par un incendie. Si la cathédrale romane de Fulbert est épargnée, c'est l'occasion de construire une nouvelle façade sur le terrain rendu libre et d'édifier le portail royal vers 1145-1150.
La ville est de nouveau la proie d'un incendie le 10 juin 1194. Le voile de la Vierge de Chartres aurait été providentiellement mis à l'abri dans le martyrium dit « chapelle de Saint Lubin » par des clercs. Après deux ou trois jours de déblayage, les chanoines qui s'étaient réfugiés avec elle et la relique sont retrouvés.
La réédification de la cathédrale, sous la forme que nous connaissons aujourd’hui, débute immédiatement après cet incendie. Les parties hautes du transept sont achevées vers 1230-1235. La cathédrale est consacrée en 1260 après la fin complète de son édification.

#### L'École de Chartres
Durant la Renaissance du XIIe siècle, l'École de Chartres s'impose comme l'un des centres intellectuels les plus importants en Occident. Sa vitalité se nourrit de la redécouverte des textes antiques et notamment de la pensée platonicienne. Cette spécificité est illustrée par la formule de Bernard de Chartres rapportée par Jean de Salisbury, reprise ultérieurement par de nombreux philosophes et scientifiques au cours de l'Histoire : « Nous sommes comme des nains juchés sur des épaules de géants, ainsi pouvons-nous voir mieux et plus loin qu'eux, non que notre vue soit plus perçante ou notre taille plus élevée, mais parce que nous sommes soulevés en l'air et portés par leur hauteur gigantesque. » Plusieurs universitaires célèbres se rattachent à l'École de Chartres comme Thierry de Chartres ou encore l’évêque Yves de Chartres. Son histoire est notamment mise en valeur par les travaux du médiéviste Jacques Le Goff, dont l'ouvrage Les Intellectuels au Moyen-Âge, paru en 1975, a contribué à souligner l'importance du XIIe siècle dans l'histoire de la pensée occidentale.

### Fin du Moyen Âge

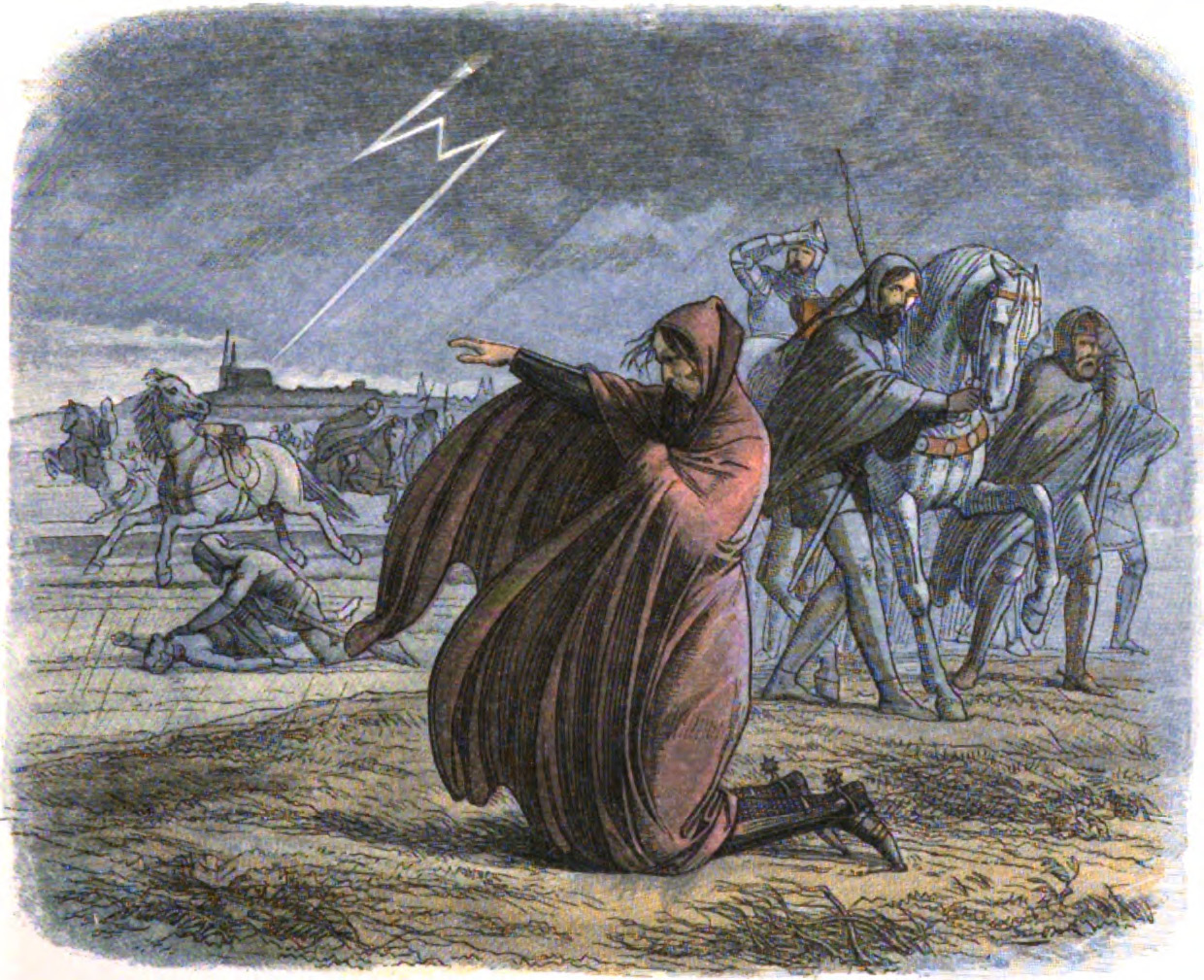
Le roi Édouard III, pris avec son armée sous la tempête dans les champs de Sours et qui dévaste leur campement, implore le pardon de Dieu et envisage la paix. En arrière-plan, on reconnaît la cathédrale de Chartres. Lithographie tirée de l'ouvrage : A Chronicle of England

#### LeXIVesiècle
En 1328, le pays chartrain, qui avait été longtemps dans la mouvance des comtes de Blois et de Champagne, entre dans le domaine royal à l'occasion de l'accession au trône de Philippe VI de Valois.

#### Guerre de Cent Ans
Vers le milieu du XIVe siècle, la guerre de Cent Ans et le mercenariat contraignent les chartrains à renforcer le système défensif de leur cité. Entre 1354 et 1360, des tours maçonnées, dont celle de Courte-Pinte défendant notamment les portes, sont construites et viennent flanquer le mur d'enceinte. En 1358, un budget est alloué au renforcement des fortifications.
Le 13 avril 1360, durant la première phase de la Guerre de Cent Ans, l'armée anglaise conduite par Édouard III assiège Chartres. Durant la première nuit du siège, une violente tempête provoque la mort de 1 000 hommes dans les rangs anglais. Convaincu que ce phénomène est une punition divine dirigée contre son entêtement à vouloir poursuivre la guerre, Édouard III négocie une trêve avec le roi de France Jean le Bon. Cette trêve est conclue lors du traité de Brétigny, signée au château de Sours au Sud de Chartres, le 8 mai 1360.
Quarante-neuf ans plus tard, Chartres est le théâtre d'un moment clef de la guerre civile entre les Armagnacs et les Bourguignons. En 1409, le traité dit de la « Paix de Chartres » y est conclu entre le duc de Bourgogne Jean Sans Peur et Charles et Philippe d'Orléans. Ces derniers pardonnent notamment au duc le meurtre de leur père Louis Ier d'Orléans.
Sous la conduite de Jean Sans Peur, les Bourguignons annexent la ville de Chartres en 1417. En 1421, le futur roi Charles VII, alors dauphin de la couronne, assiège la ville, défendue par une garnisons aux ordres du bâtard de Thien et d'autres capitaines. Après trois semaines de siège, le Dauphin renonce à son entreprise en apprenant que le roi Henry V d'Angleterre est en chemin avec une armée pour porter secours aux assiégés.

La ville est finalement prise par Charles VII douze ans plus tard, en 1432.

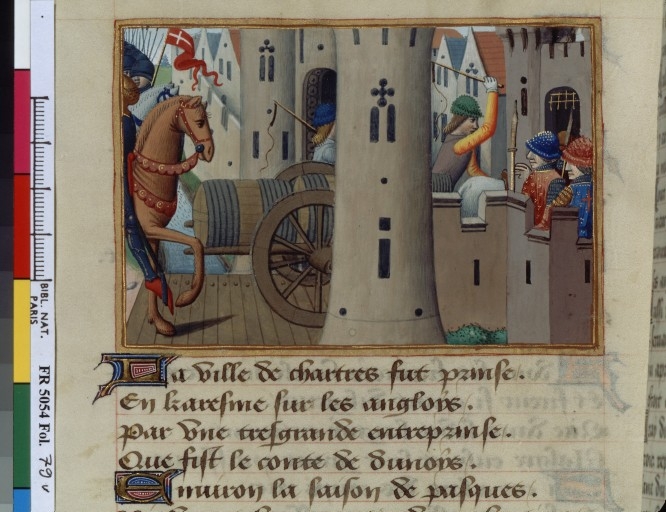
Prise de Chartres (1432) (Vigiles de Charles VII, Manuscrit Français 5054, fol. 79v)

#### L'après guerre
Afin de favoriser la relance économique de la région, Charles VII accorde aux Chartrains de prolonger vers l'amont l'aménagement de l'Eure depuis Nogent-le-Roi jusqu'à leur cité pour favoriser la navigation fluviale et le commerce. Dès 1460, la ville renoue avec la prospérité. La ville bénéficie de la consommation croissante de blés de la Beauce à Paris. Dans le même temps, le commerce des draps, qui fait la richesse de la ville depuis le XIe siècle, amorce son déclin au XVe siècle face à la concurrence croissante des manufactures d'autres villes, notamment à Dreux.
Cette ère de prospérité connaît un regain, d’ordre architectural aux XVe et XVIe siècles. La ville reste toujours vulnérable aux incendies. En 1462, un nouveau sinistre parti du fournil d'un boulanger détruit plusieurs maisons près de l'église Sainte-Foy. En 1500, un nouvel incendie se déclare près de la cathédrale.

## Renaissance et Guerres de religion

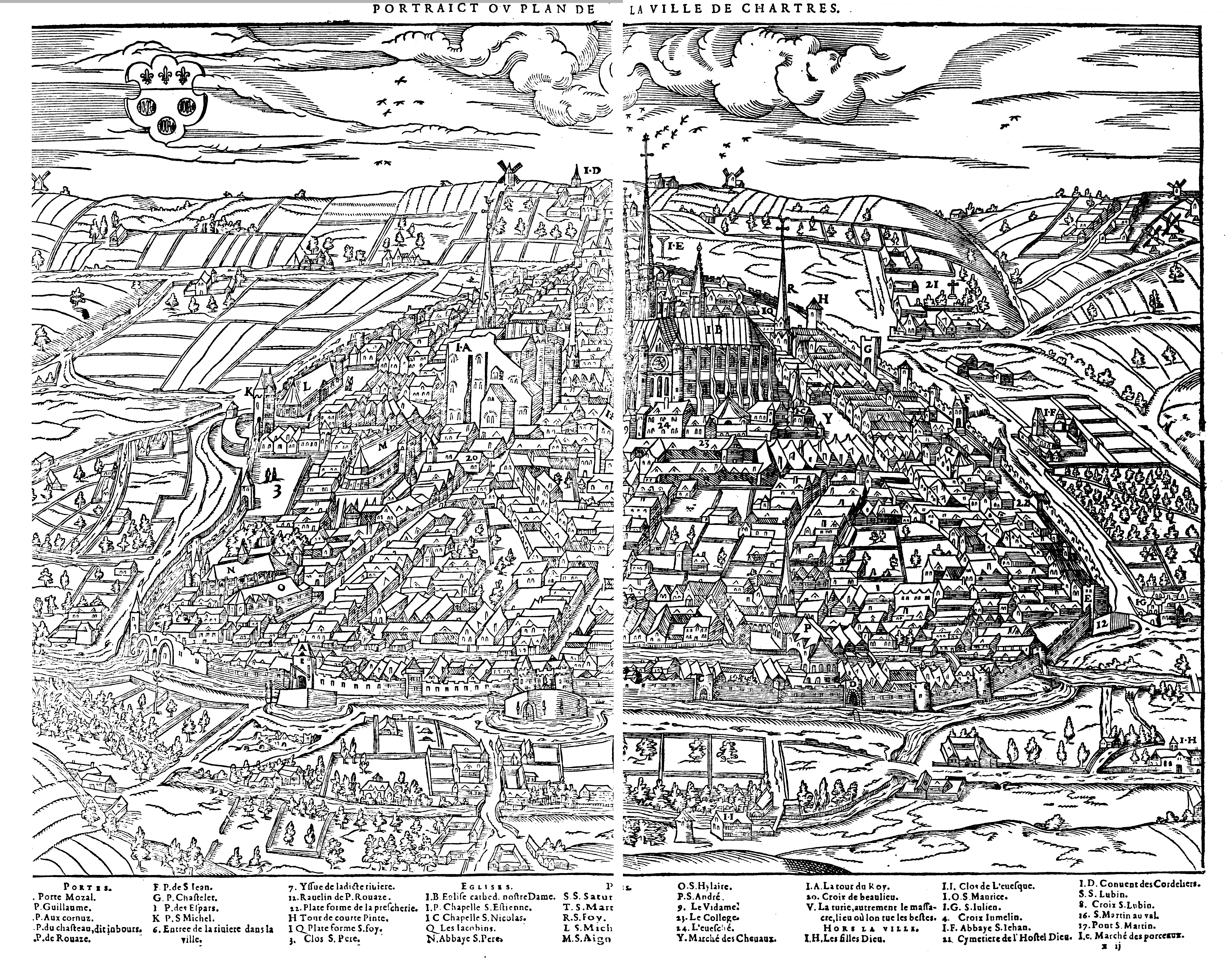
Plan de la ville de Chartres en 1575 par François de Belleforest

### Chartres auXVIesiècle
Après avoir été l’apanage de Charles de Valois, père de Philippe VI, le comté de Chartres est érigé en duché par François Ier en 1528 au profit de Renée de France, duchesse de Ferrare.
Le marché au blé acquiert une grande activité à Chartres à partir du XVIe siècle. C'est au cours de ce siècle que la réputation de la Beauce comme un  « gras et limonneux terrouer... fertile en grain comme un grenier du pays de France, ainsi que la Sicile de la Romaine » (La Guide des chemins de France, Charles Estienne) commence à s'affermir. La ville en fait sa spécialité au cours du siècle suivant.
La ville reste également un lieu de pèlerinage de première importance. Au XVIe siècle, la cathédrale attire des foules considérables de pèlerins notamment lors des fêtes de l'Assomption et de la Nativité de la Vierge.
L'invention de l'imprimerie se répand rapidement dans la ville. Dès 1482, des imprimeurs sont installés dans la ville, douze ans seulement après la création de l'imprimerie parisienne et deux ans après Caen, mais avant Rouen (1487), Orléans (1490) et Tours (1493). Des dynasties d'imprimeurs s'y succèdent à partir du XVIe siècle.

### Guerres de Religion

#### Une place forte stratégique entre Paris et la Loire
Durant les Guerres de Religion, la ville de Chartres reste fidèle au culte catholique. Mais la fertilité du pays beauceron et les avantages financiers que la cité tire du ravitaillement de la capitale suscitent la convoitise des différents partis huguenots et catholiques. Dans la seconde moitié du XVIe siècle, les chartrains renforcent quelques portions des remparts clôturant la ville pour mieux prendre en compte l'évolution de l'artillerie. 

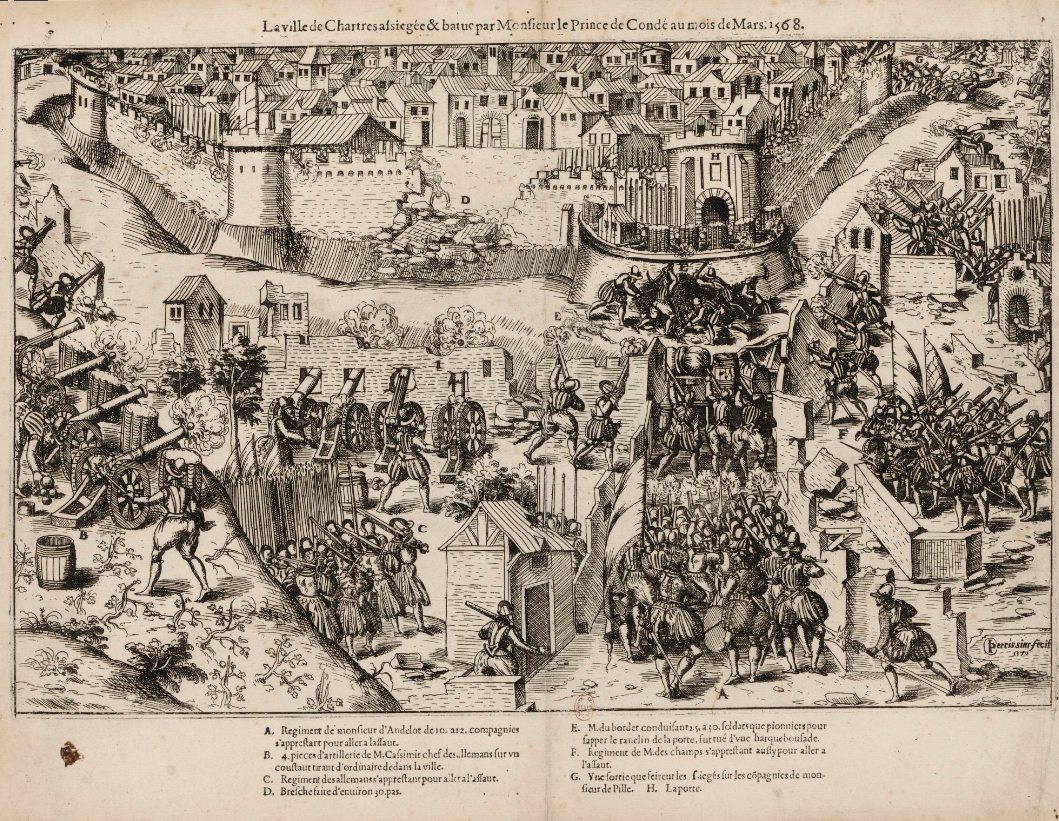
Estampe de 1570, représentant le siège de Chartres pendant la deuxième guerre de religion

#### Siège de Chartres (1568)
Fin février 1568, durant la deuxième Guerre de religion, le chef protestant Louis de Bourbon-Condé pose le siège devant la ville avec une armée forte d'environ 9 000 hommes. La garnison royale, commandée par Nicolas des Essars, seigneur de Linières, est composée d'environ 3 000 soldats. Elle est renforcée par un régiment de Gascogne constitué de 12 compagnies de fantassins et une compagnie d'arquebusiers, et avec l'aide des habitants. Les assaillants, qui possèdent cinq canons et quatre couleuvrines légères, encerclent la cité puis tentent de percer les fortifications.

Après avoir ouvert une brèche, ils déclenchent l'assaut le 7 mars, mais sont repoussés par les défenseurs,. Pour commémorer cet épisode et rendre hommage à la Vierge protectrice de la ville, les chartrains édifient en 1600 la chapelle Notre-Dame de la Brèche, non loin des remparts enserrant la porte Drouaise. Quelques jours après cet échec, la paix de Longjumeau est signée le 23 mars, mettant un terme aux affrontements entre les deux camps. 

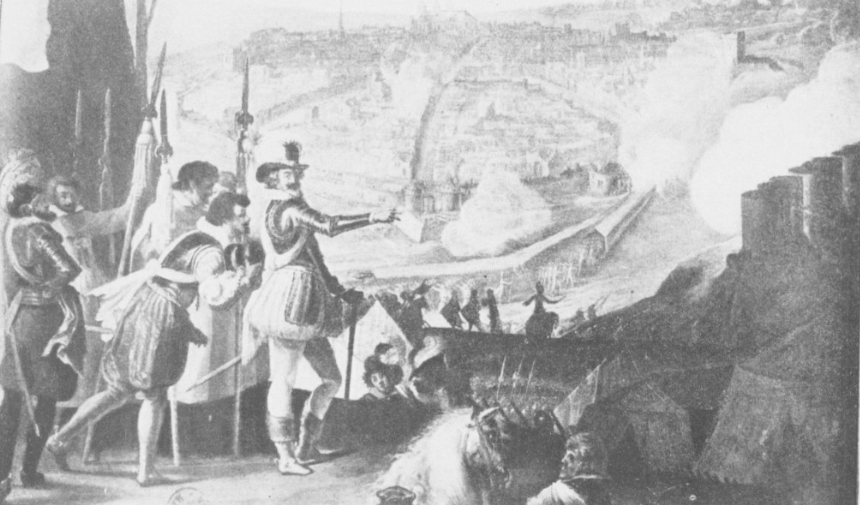
Henri IV assiégeant Chartres en 1591, d'après Frans Pourbus le Jeune

#### Siège de Chartres par Henri IV (1591)
Après la crise des Barricades à Paris en mai 1588, Henri III se réfugie à Chartres. Le roi est bien accueilli, bien qu'une partie de la population chartraine soit sympathisante de la politique de la Ligue.
Le 28 juillet, Henri III retourne à Chartres et s'entretien avec le duc Henri Ier de Guise, potentiel prétendant au trône de France. Lors de ce second séjour, le roi aurait peut-être tenté de faire assassiner le duc de Guise. Cette tentative d'assassinat aurait été déjouée par des bourgeois chartrains partisans de la Ligue. Henri III quitte Chartres fin août 1588. Il est forcé de s'accorder avec les ultra-catholiques, et se trouve dans l'obligation d'enjoindre la population de Chartres « à se déclarer ouvertement pour la Ligue ».
Le 9 février 1589, les ligueurs s'emparent de Chartres. Charles de Mayenne entre dans la place forte et remplace le gouverneur de la ville par Réclainville. Chartres, comme les autres villes acquises à la Ligue, tombe sous la loi de crime de lèse-majesté édictée par Henri III en avril 1589. La ville est attaquée le 9 février 1589. Début juin, le faubourg des Épars est incendié. Réclainville est à son tour remplacé par Georges Babou de La Bourdaisière en octobre 1590, lequel est appuyé par le duc de Mayenne.
Après l'assassinat de Henri III, en août 1589, puis les batailles survenues en pays chartrain durant l'année 1590, et la fin du siège de Paris, les forces royales s'acheminent à travers la Beauce et viennent se poster le 10 février 1591 dans les quartiers extramuros de Chartres. Après avoir tenté à plusieurs reprises d'obtenir la reddition de la ville, et après avoir négocié avec les assiégés, l'armée royale investit la ville après un siège de 68 jours. Le 20 avril, à 16 h, Henri de Navarre, monté sur son cheval, entre dans la ville par la porte Saint-Michel. Il est accueilli par le clergé de Chartres et par le conseil municipal qui lui remet les clés de la ville.

Pour Louis Bonnard, « le siège de 1591 marque la fin du rôle militaire de la ville de Chartres ». En 1591 et au cours des quelques années qui suivent, la ville eurélienne tient temporairement la fonction de « capitale » : Chartres devient le siège du conseil royal et de membres de l'Assemblée du clergé non ligueur.

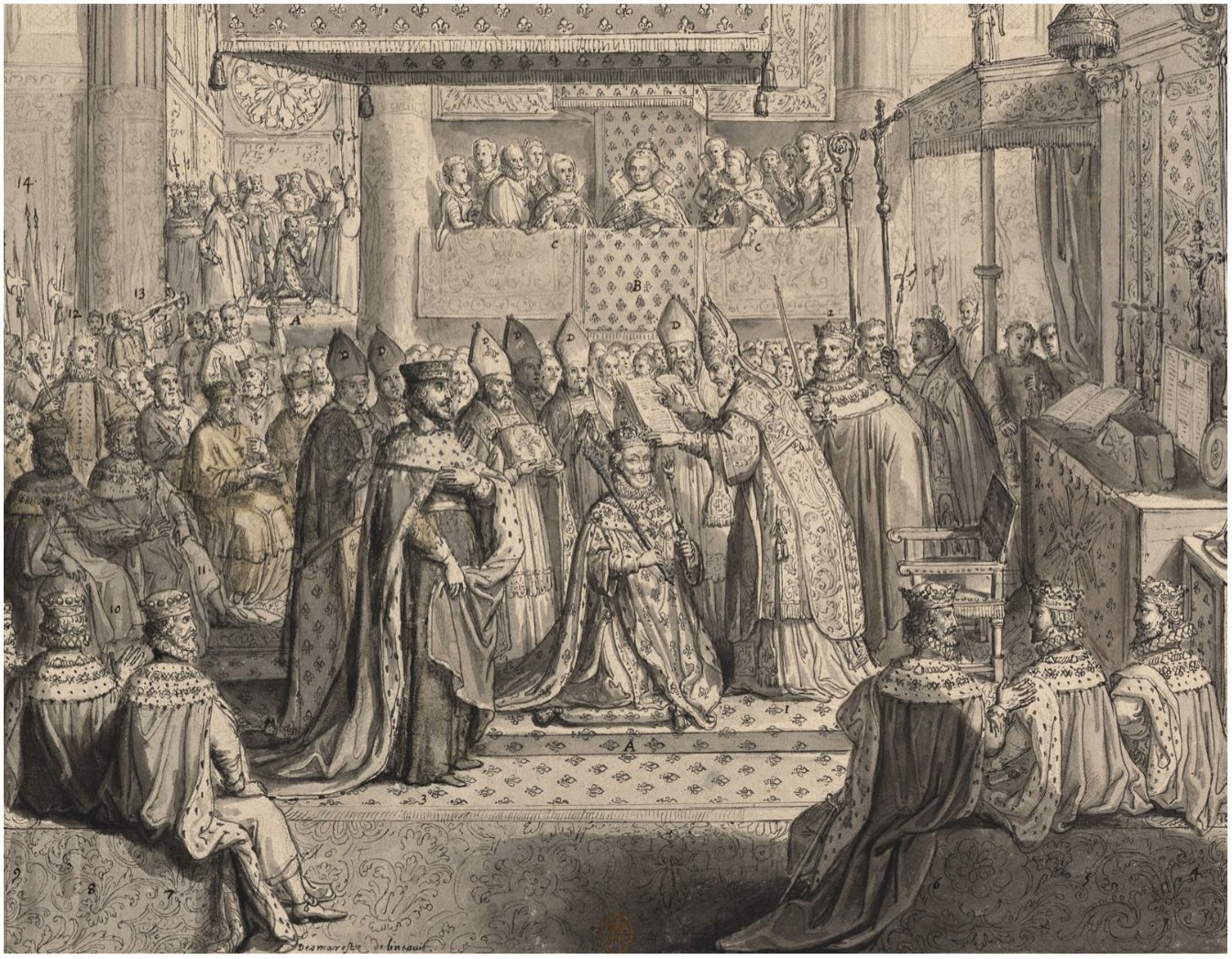
Sacre de Henri IV de France. (Bibliothèque nationale de France)

#### Sacre d'Henri IV à Chartres (27 février 1594)
Au début du mois d'août 1593, quelques jours après sa conversion à la religion catholique, le roi décide qu'il se fera sacrer dans la cathédrale Notre-Dame de Chartres. La ville de Reims, où se déroulent habituellement les sacres des rois de France est en effet à cette époque aux mains des ligueurs.
Le choix du lieu du sacre se porte en août 1593 sur la cathédrale Notre-Dame de Chartres en raison de son prestige, de la position géographique et du contexte militaire de la ville, à présent assujettie au pouvoir royal.
Le 27 février 1594, Henri IV est sacré roi en la cathédrale de Chartres : il est le seul roi de France sacré dans cette cathédrale. Il y fait vœu de « soutenir la religion catholique », ce qui lui donne les clés de Paris quelques semaines plus tard.

## Époque moderne -

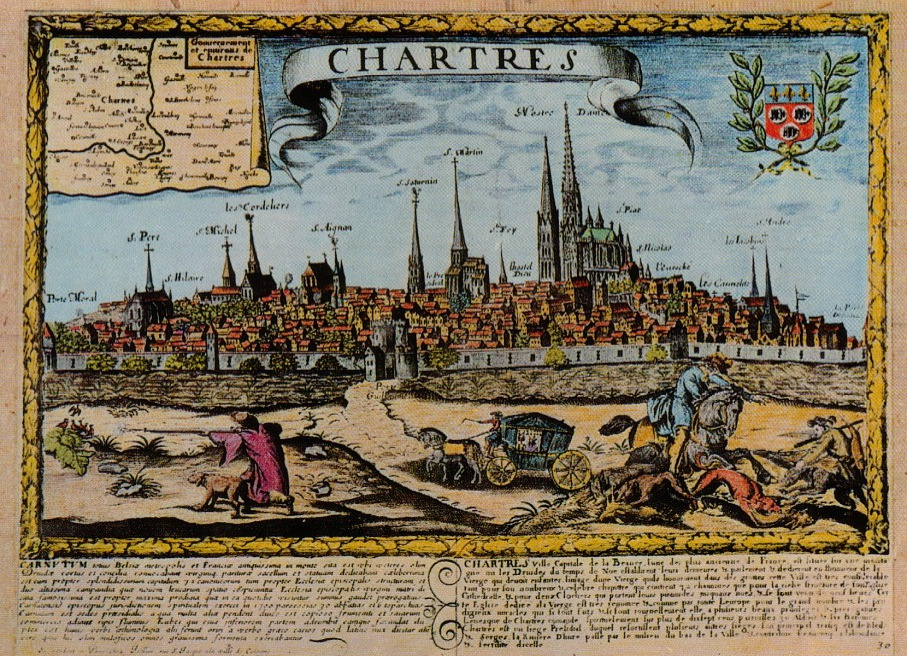
Gravure du XVIIe siècle représentant en perspective la ville de Chartres

## Époque moderne -XVIIeetXVIIIesiècles

### Chartres auXVIIesiècle
De 1630 à 1680, Chartres voit sa population diminuer presque de moitié. Cette tendance concerne toutes les villes d'Eure-et-Loir qui, en 1700, sont moitié moins peuplées qu'un siècle plus tôt. Au cours du XVIIe siècle, Chartres commence à se spécialiser dans l'exportation du blé de la Beauce. La ville conserve son importance religieuse puisque la fréquentation du sanctuaire se maintient au cours des siècles suivants malgré un certain déclin.
Le XVIIe siècle voit la construction de plusieurs édifices importants comme le palais épiscopal et l'hôtel Montescot, futur hôtel de ville, construit par Claude de Montescot dans les années 1610.

En 1661, Louis XIV donne le duché de Chartres à la maison d’Orléans, dont l’héritier porte le titre jusqu’à Louis-Philippe. La ville de Chartres désigne son premier maire en 1692. 

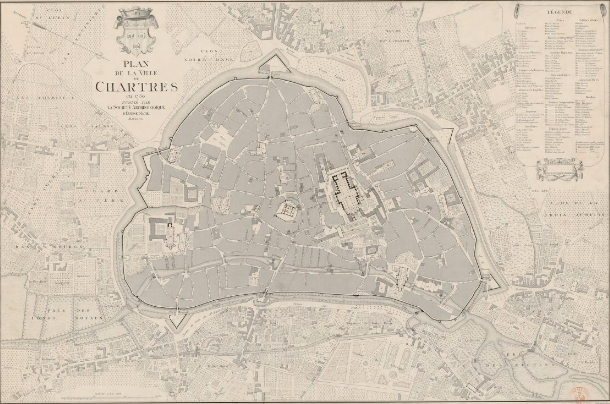
Plan de Chartres en 1750 publié par la Société archéologique d'Eure-et-Loir en 1860

### Chartres auXVIIIesiècle
En 1709, la ville compte 15 712 habitants vivant dans 11 paroisses. Au cours du XVIIIe siècle, la ville fait face à une période de déclin causée par l'effondrement de ses activités textiles lainières, causées par la concurrence croissante des manufactures de coton rouennaises. En 1790, la population chartraine n'est plus que de 13 121 habitants.
Durant le XVIIIe siècle, la ville est dominée par un clergé pléthorique, comprenant le chapitre de la cathédrale, et par une bourgeoisie rentière et commerçante. Les classes populaires, qui constituent plus de 80 % de la population présentent une grande diversité d'occupations professionnelles. Les familles de paysans vivent dans les paroisses suburbaines de la ville. Les artisans tanneurs et du textile sont, quant à eux, localisés dans la basse ville sur les bords de l'Eure, dans la paroisse Saint-André. Cette paroisse est la plus peuplée de la ville.
L'administration de la ville est dominée par les officiers royaux et par les marchands, qui en excluent progressivement les chanoines de la cathédrale. Celle-ci se montre impuissante à mener à bien un projet d'aménagement des bords de l'Eure et celui de la construction d'une manufacture de coton pour relancer l'activité économique.
La signature du traité de commerce franco-anglais de 1786 provoque la chute finale de l'industrie chartraine. Les tanneries de la ville, autrefois florissantes, ferment leurs portes et ne représentent plus qu'une activité économique d'appoint. Dans le même temps, la spécialisation céréalière du futur département d'Eure-et-Loir s'affirme. Le marché aux grains de Chartres devient l'un des plus importants en France.
La fréquentation du pèlerinage à Notre-Dame de Chartres reste soutenue au cours du XVIIIe siècle. En 1758, un sacristain de la cathédrale estime à 10 000 le nombre de messes célébrées dans la seule chapelle de Notre-Dame-de-Sous-Terre, dont environ 200 par des prêtres étrangers au diocèse.

### Révolution française

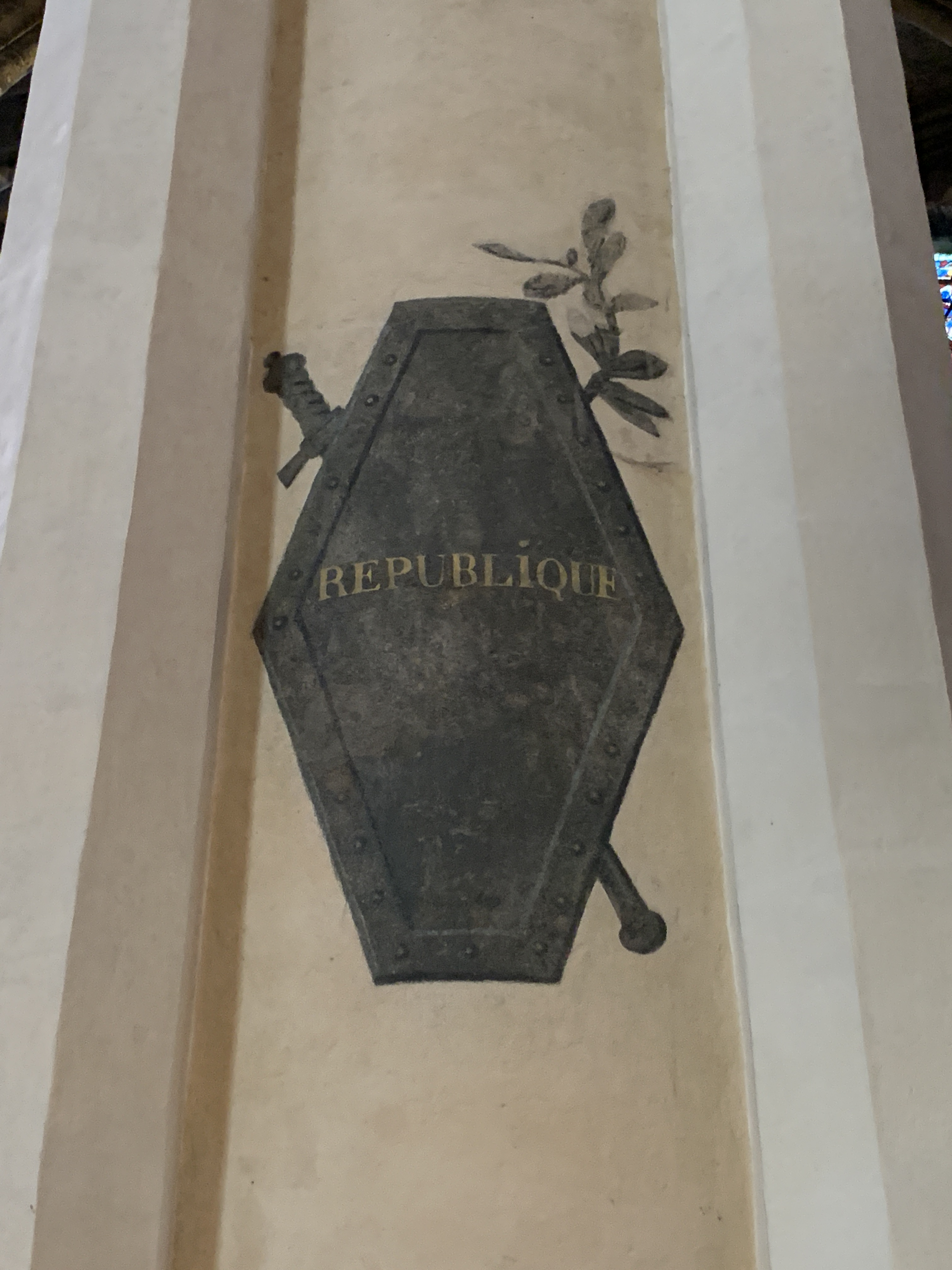
Décor de la Révolution peint sur l'un des piliers de la cathédrale de Chartres

#### Conversion de la cathédrale en temple de la Raison
La Révolution française et le vote de la constitution civile du clergé entraînent le 26 octobre 1790 la suppression du chapitre cathédral de Chartres, qui était le plus important de France, et la liquidation des biens de ce qui était alors « l'un des plus gros propriétaires beaucerons ». Début mai 1791 la structure ecclésiale de la ville est réorganisée : les onze paroisses sont supprimées au profit d’une seule, la paroisse-cathédrale.
La cathédrale subit des dommages durant la Terreur. Le 15 novembre 1793, celle-ci est convertie en temple de la Raison. Plusieurs de ses vitraux et certaines statues de la galerie des rois de la cathédrale sont détruits durant cette période. La statue de Notre-Dame-de-Sous-Terre est brûlée,. La relique du voile de la Vierge est déchirée. Son mobilier est dispersé, ses cloches, ses pièces d'orfèvrerie et le plomb de sa couverture sont fondus pour fabriquer des canons et des balles de fusils. Des décors révolutionnaires portant les mots « Constitution » et « République » sont peints sur les piles de sa nef.
Le député de la Convention Sergent-Marceau, originaire de Chartres et adjoint à la Commission conservatrice des monuments et des arts prend des mesures pour éviter la destruction de ses statues.

#### Une évolution démographique positive
Du fait de la richesse en grains de la Beauce et du fait de la situation de la ville entre les départements insurgés de l'ouest et Paris, Chartres sert de refuge et de résidence surveillée pour des prêtres et des nobles, et attire les affairistes cherchant à tirer profit de la richesse du milieu local. La ville accueille aussi une importante migration populaire, en provenance de l'Ouest et des campagnes environnantes. En régression démographique au cours du XVIIIe siècle, Chartres voit ainsi sa population augmenter de 2 à 3 000 habitants durant la période de la Révolution, pour se porter à environ 16 000 habitants.

## XIXesiècle

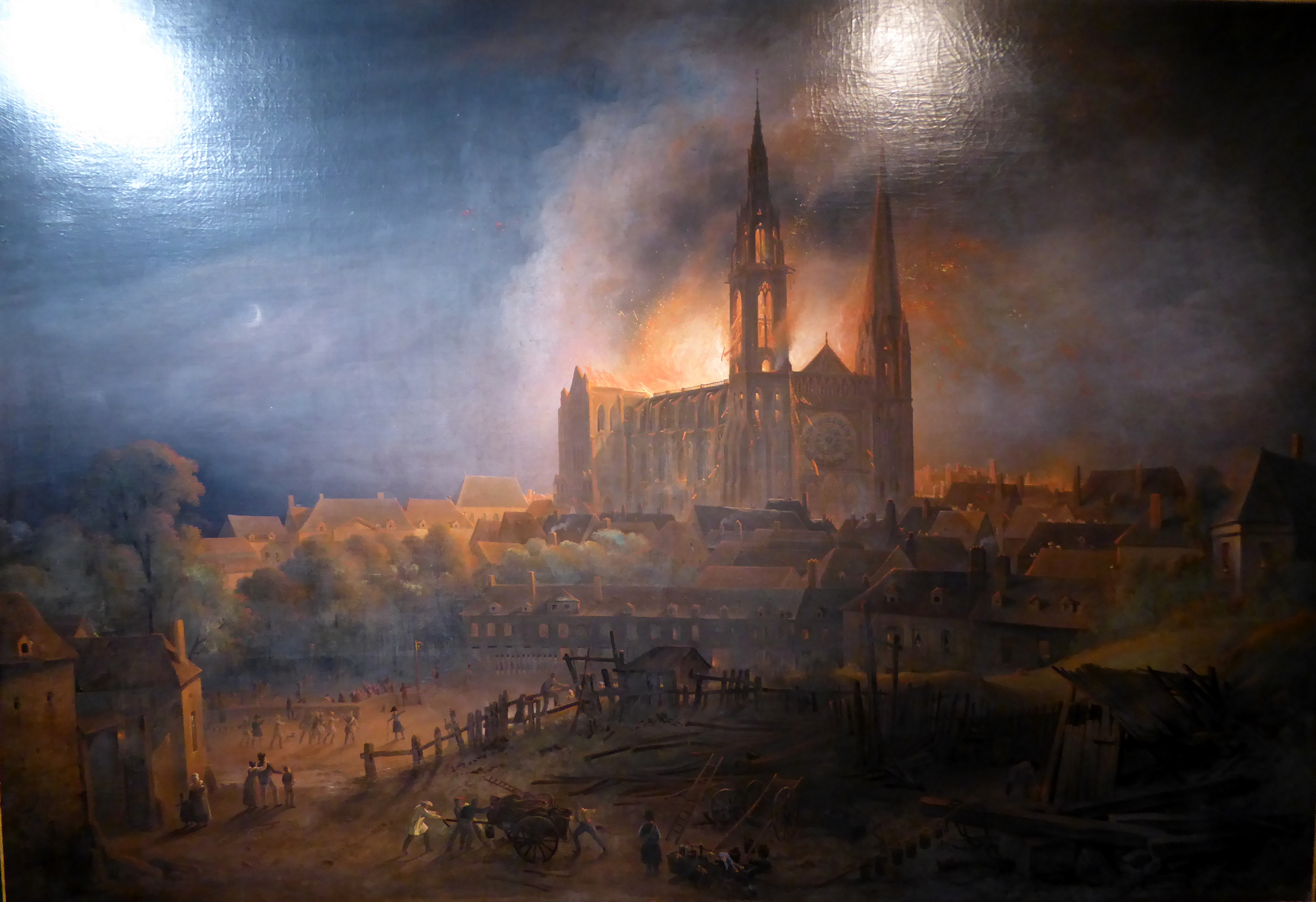
Tableau représentant l'incendie de la cathédrale de Chartres du 4 juin 1836 par François-Alexandre Pernot (1837), musée des beaux-arts de Chartres

### Première moitié duXIXesiècle
L'accroissement démographique dont Chartres bénéficie durant la Révolution ne dure pas. Dès le début du XIXe siècle, l'effectif de la population retombe à 13 500 habitants. Chartres devient au début du siècle une étape sur la grande route reliant Paris à Bayonne et à l'Espagne.
En 1804, Napoléon déclare que Chartres n'est plus une place forte. L'empereur passe trois fois par la ville mais ne s'y arrête qu'en juin 1811.
La cathédrale de Chartres est menacée deux fois de destruction en l'espace d'une dizaine d'années. Le 23 mai 1825, la foudre frappe la cathédrale et déclenche un incendie dans le clocher neuf, qui est toutefois rapidement maîtrisé. Onze ans plus tard, le 4 juin 1836, la cathédrale de Chartres est touchée par un incendie d'origine accidentelle. Le sinistre intervient dans une période où se formule la conscience patrimoniale française. Des matériaux modernes - du fer pour la charpente et du cuivre pour la couverture - sont proposés par l'architecte départemental Édouard Baron pour remplacer la charpente en chêne et la couverture en plomb, disparus au cours de l'incendie. Les travaux sont financés par la loi du 18 juillet 1837.

L'année 1836 marque une véritable rupture du rythme de progression démographique à Chartres. En 5 années, la population chartraine s'accroît de 1 636 personnes et de 11 % : un taux qui ne sera égalé que 90 ans plus tard.

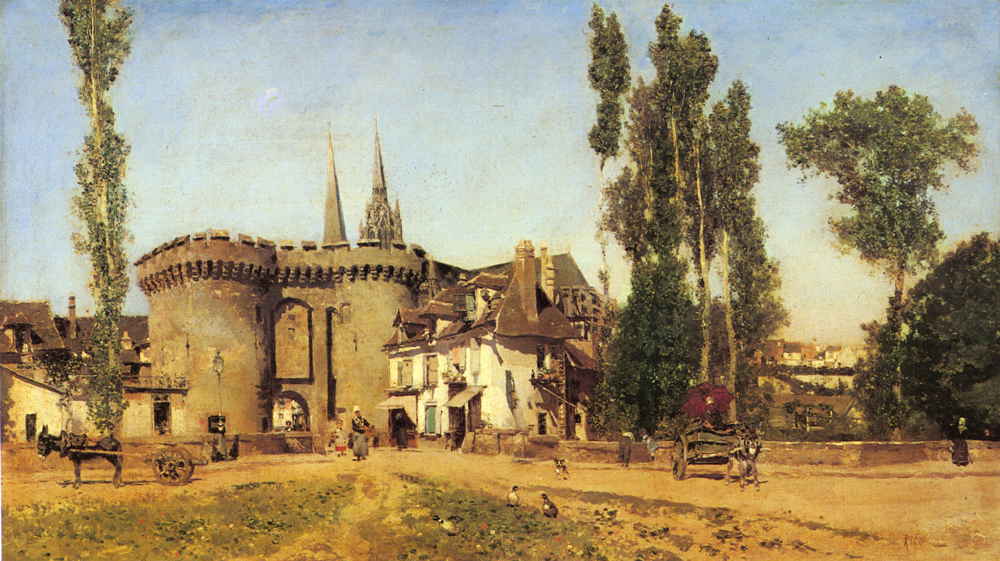
Vue de la porte Guillaume et des flèches de la cathédrale peinte par Martín Rico (1833-1908)

### Seconde moitié duXIXesiècle

#### Une spécialisation dans l'exportation des blés de la Beauce
Chartres, du fait de son éloignement des marchés de consommation et de l'absence de matières premières locales, ne connait pas les effets de la révolution industrielle. La ville est placée à l'écart des transformations qui modèlent l'Est et le Nord de la France, à l'instar des villes du Sud et du Sud-Ouest.
Au cours de la seconde moitié du XIXe siècle, l'activité traditionnelle des foires décline nettement. Au début du XXe siècle, seuls 4 à 5 000 moutons sont présentés lors des foires de mai contre 48 500 en 1843. Pour autant, la ville connait une période de prospérité grâce à la production agricole beauceronne et à l'ouverture de la ligne de chemin de fer reliant Paris à Chartres en 1841. La ville se dote de sa première gare en 1849.
Pour autant, la ville subit la concurrence de la voie de chemin de fer Paris-Orléans et celle de la voie de Rouen au Mans d'autre part. Cette concurrence achève de faire de la région de Chartres un espace intermédiaire ceinturé de grands axes de circulation, au sein duquel la ville occupe une place néanmoins centrale.

#### Accroissement démographique et urbanisation
La ville est l'objet d'importantes évolutions urbaines et économiques. Entre 1801 et 1936, Chartres connait une croissance démographique importante en gagnant 12 668 habitants supplémentaires, du fait notamment de l'exode rural.
De grands travaux sont effectués à Chartres durant le Second Empire. La ville déborde de son cadre urbain séculaire et voit l'aménagement de nouveaux quartiers au Nord et au Sud comme celui du Grand-Faubourg et celui du Faubourg Guillaume le long de la route de Paris. La ville se dote en 1859 de son théâtre, doté d'une salle à l'italienne. Les portes de l’enceinte disparaissent, le dégagement du parvis de la cathédrale est partiellement réalisé en déplaçant l’hôpital. Un hôtel-Dieu est reconstruit à la périphérie de la ville entre 1857 et 1865.

#### Reprise des pèlerinages vers la cathédrale Notre-Dame de Chartres
La seconde moitié du XIXe siècle voit une reprise de la fréquentation de la cathédrale par les pèlerins. Plusieurs événements attirent des foules importantes comme le couronnement de la statue de Notre-Dame du Pilier le 31 mai 1855, l'anniversaire de la consécration de la cathédrale le 17 octobre 1860, le pèlerinage national des 27 et 28 mai 1873 ou encore le millénaire de la donation de la relique du voile de la Vierge en 1876,,,. Le pèlerinage vers Chartres est encouragé par des figures importantes du catholicisme de la seconde moitié du XIXe siècle à l'instar du cardinal Louis-Édouard Pie.

#### Guerre de 1870
Durant la guerre franco-prussienne, la ville de Chartres est prise sans combat par les forces prussiennes le 21 octobre 1870, à l'exception d'une escarmouche près de la commune de Luisant. La ville est préservée et ne subit pas le sort de Châteaudun, incendiée par les troupes prussiennes trois jours plus tôt après de violents combats. L'occupation se poursuit durant cinq mois, jusqu'au départ des troupes prussiennes le 16 mars 1871.

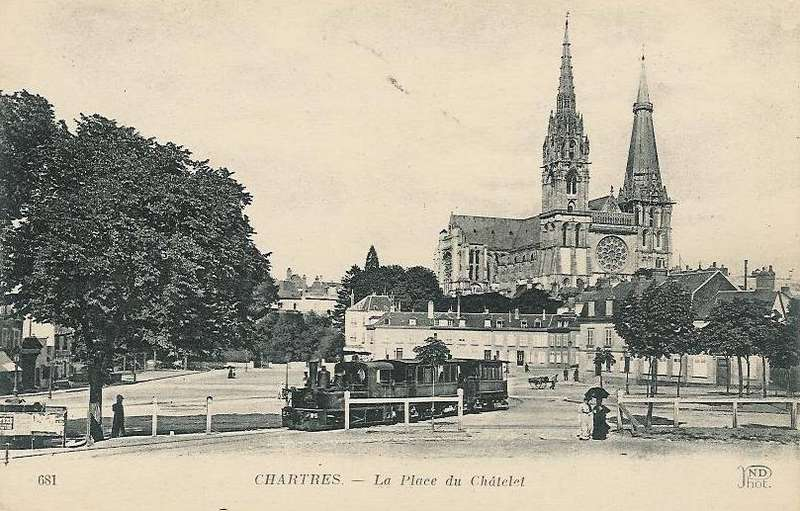
Le tramway à Chartres

## XXesiècle

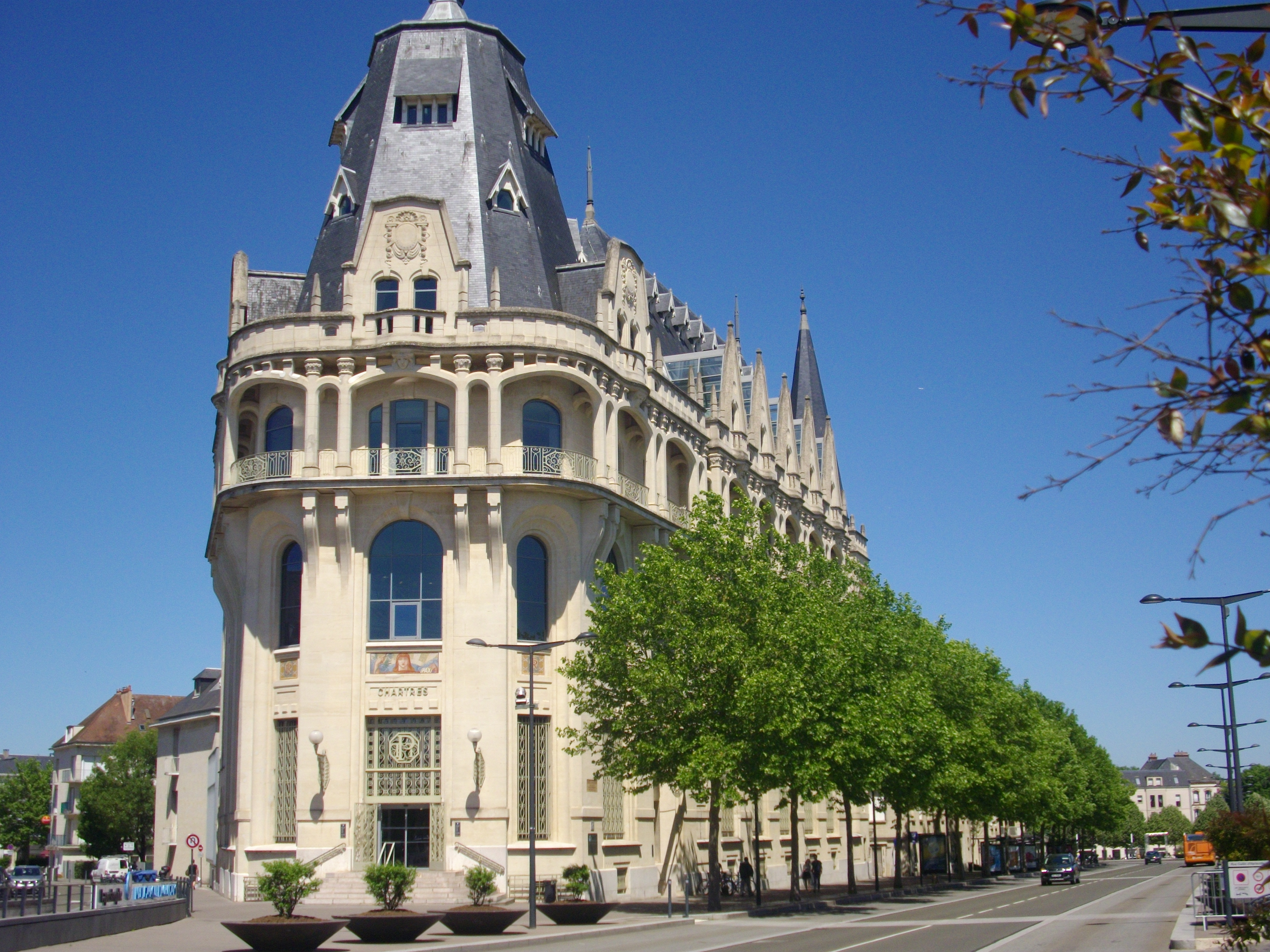
L'Hôtel des Postes de Chartres, construit en 1923

Durant la Belle époque, Chartres connait une période de croissance démographique. La ville compte 24 103 habitants, soit 8,5 % de la population totale de l'Eure-et-Loir. La ville compte 1 494 commerces en 1901.
En 1909, Chartres se dote d'un des premiers aérodromes de France, à cheval sur les communes de Chartres et de Champhol.
Charles Péguy effectue son premier pèlerinage à Chartres du 14 au 17 juin 1912. À sa suite se tient en 1935 le premier « pèlerinage des étudiants ».

### Première Guerre mondiale
En janvier 1915, l'école militaire de pilotage et de perfectionnement "Farman" s'ouvre à Chartres avec quatorze appareils. L'école d'aviation militaire de Chartres connait une forte montée en puissance et se classe en tête des écoles militaires d'aviation élémentaires durant la Der des Der. Au total, 3 020 pilotes sont formés à Chartres, soit 22 % des brevetés élémentaires formés durant le conflit.
En août 1918, la ville subit une série de bombardements par des bombardiers Gotha allemands, qui menacent la cathédrale de Chartres.

### Entre-deux-guerres
À partir de 1923, Raoul Brandon érige, sur le site de l’ancien marché aux chevaux, un imposant bâtiment surnommé « Notre-Dame-des-Postes ».
En 1933, les tramways disparaissent à Chartres.

### Seconde Guerre mondiale

#### Chartres sous l'Occupation

##### Installation de l'armée allemande
La ville de Chartres est bombardée pour la première fois par l'aviation allemande le 3 juin 1940. La population chartraine, qui compte plus de 23 000 habitants intra muros, commence à fuir les bombardements vers le Sud à mesure que les bombardements s'intensifient. Le 14 juin, la municipalité de Chartres et le personnel de la préfecture reçoivent un ordre d'évacuation ou décident de leur propre initiative de quitter la ville. Le lendemain, le préfet d'Eure-et-Loir Jean Moulin constate qu'il est presque seul dans une ville où ne restent plus que 800 habitants et où affluent des milliers de réfugiés de l'exode,.
La 8e division d'infanterie allemande investit Chartres le matin du 17 juin, sur les pas de l'armée française en repli. Jean Moulin est emmené par des officiers de renseignement qui le somment de signer un document, rédigé par l'armée allemande, accusant les tirailleurs sénégalais de l'armée française d'avoir assassiné 8 civils à la ferme de La Taye près de Saint-Georges-sur-Eure. Sur son refus, il est emprisonné et torturé. Il tente de se suicider le soir-même en se tranchant la gorge avec du verre et évite la mort de peu. Jean Moulin est révoqué le 2 novembre 1940 et quitte Chartres le 15 novembre.
Après l'armistice du 22 juin 1940, la ville de Chartres se trouve dans la zone occupée par l'armée allemande. Les Allemands installent la Feldkommandantur boulevard Chasles. Le terrain d'aviation de Champhol est utilisé par l'armée allemande.

##### Résistance
Le premier attentat contre l’occupant, le 15 mars 1942, vise une librairie militaire allemande. La vitrine est brisée par des résistants communistes. Le commissaire de police chartrain Charles Porte entre en clandestinité en mai 1943.

#### Libération de Chartres

##### Bombardements et incendie de la bibliothèque de Chartres
La ville subit de violents bombardements à partir du 15 septembre 1943. Durant la préparation du débarquement de Normandie, le centre-ville est accidentellement bombardé le 26 mai 1944, entraînant la mort de cinquante personnes, l'incendie de la bibliothèque municipale et la perte de nombreux ouvrages anciens.
À partir du 14 juin 1944, le quartier des Trois-Ponts est la cible de 8 attaques aériennes alliées, qui cherchent à couper la liaison ferroviaire entre Chartres et Rouen.

##### Libération de la ville (15-19 août 1944)

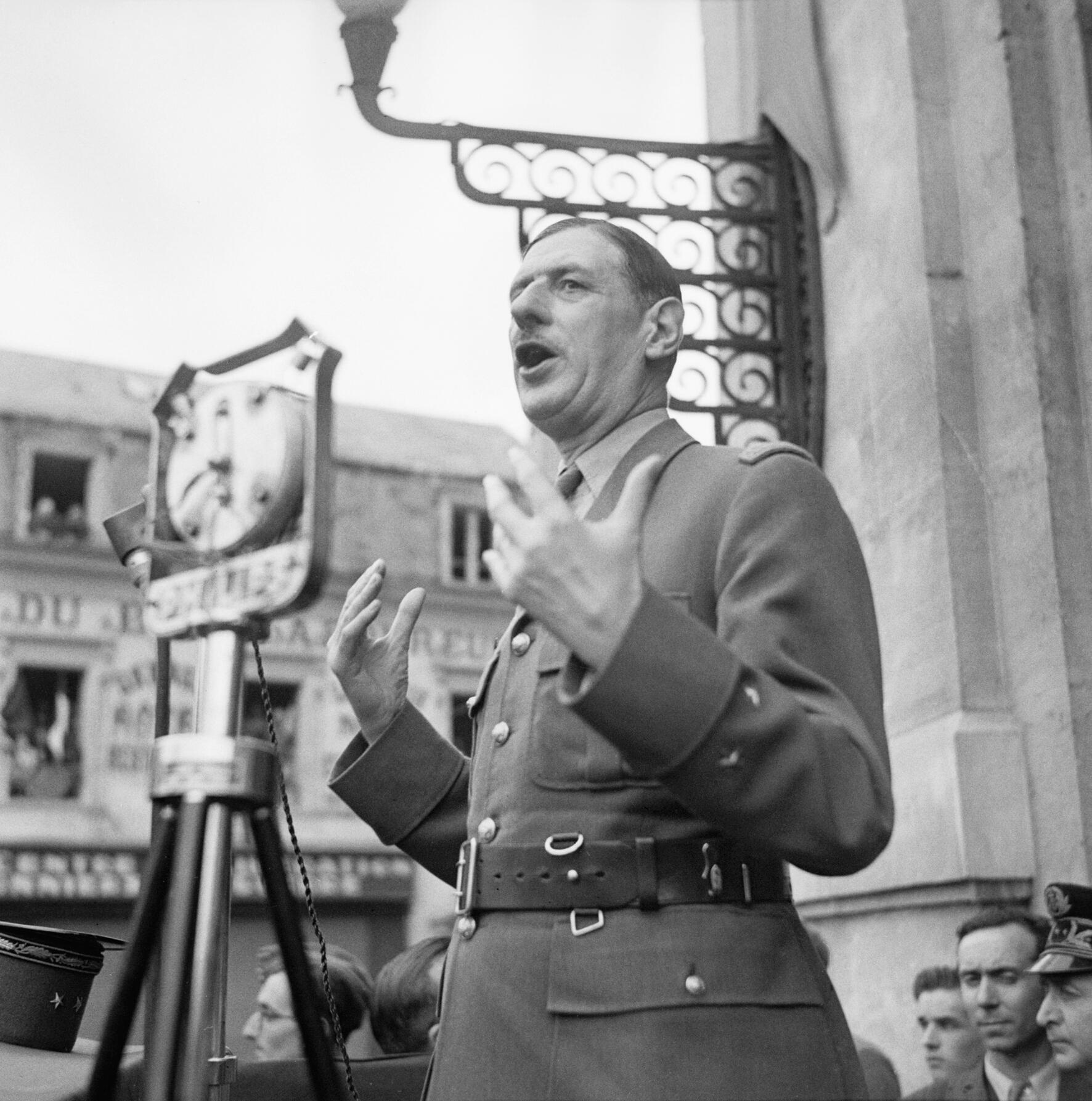
23 août 1944 : le général de Gaulle prononce une allocution depuis les marches de la grande Poste de Chartres.

Les combats pour la libération de Chartres commencent le 15 août avec l'arrivée de l'armée américaine dans les faubourgs de la ville. Les FFI s'emparent le jour-même de la gendarmerie et de la préfecture. Dans la nuit du 15 au 16 août 1944, la porte Guillaume est détruite par une explosion. Le lendemain matin, des unités de la 7e division blindée américaine entrent dans la ville. Craignant la présence de tireurs d'élite dans la cathédrale, le commandement américain ordonne son bombardement. Le colonel Welborn Griffith s'y oppose et, après avoir constaté lui-même l'absence de soldats allemands dans l'édifice, assure sa sauvegarde.
Le jour-même, onze femmes sont tondues dans les rues de Chartres. La photographie de l'une d'entre elles, Simon Trousseau, Robert Capa, intitulée La Tondue de Chartres, est publiée le mois suivant dans le magazine américain Life puis dans d'autres journaux, devenant mondialement célèbre.
Les combats pour la libération de Chartres se poursuivent les jours suivants. Les 17 et 18 août, de violents affrontements se déroulent dans le quartier des Trois-Ponts, opposant les FFI aux troupes allemandes. Plusieurs obus tombent sur la ville dans la journée du 17 août, faisant plusieurs victimes civiles et rayant complètement le quartier de La Madeleine de la carte. Le 18 août à 16 h, l'armée américaine lance l'attaque sur le quartier de Beaulieu. Le 19 août au matin, les derniers soldats allemands se retranchent au Coudray, aux Chaises et au Gord avant de capituler.
Le 23 août 1944, en route vers Rambouillet qu'il atteint à 18 h, et où il doit s'entretenir avec le général Leclerc pour mettre au point les derniers détails de la libération de Paris, le général de Gaulle prononce une allocution depuis les marches de la grande Poste de Chartres : « Combien m’émeut l’accueil magnifique de Chartres, Chartres libérée ! Chartres sur le chemin de Paris, c’est-à-dire sur le chemin de la victoire ! ».
Durant l'épuration, les deux instances chartraines jugeant les faits de collaboration condamnent 162 personnes, dont 7 à mort. Les tribunaux chartrains prononcent également 278 peines d’indignité nationale, c’est-à-dire des interdictions de voter mais aussi d’exercer nombre de professions.

### L'après-Guerre
Au milieu du XXe siècle, Chartres fait figure de ville moyenne. En 1954, la ville compte 28 750 habitants. Cinq types de tissus urbains caractérisent la ville : l'habitat noble de la ville haute, l'habitat pauvre locatif et dégradé de la ville basse, l'habitat rural de la périphérie (avec de nombreuses fermes), l'habitat résidentiel de la deuxième moitié du XIXe siècle dans le quartier du théâtre et l'habitat ouvrier de la fin du XIXe siècle.
L'après-Guerre se traduit par un essor démographique important à Chartres. La ville connaît une véritable transformation économique, sociale et urbanistique via la construction de nouveaux quartiers périphériques comme ceux de Rechèvres et des Filles-Dieu au Nord, et celui de Lucé-les-Écoles à l'Ouest. Le quartier de la Madeleine a également été reconstruit en grande partie.

### Années 1960 et 1970

#### Expansion démographique et développement urbain
Chartres voit sa population fortement augmenter dans les années 1960 et 1970. En 1975, son agglomération compte 32 089 personnes de plus qu'en 1954, soit une augmentation de 80 % de sa population. Dans le même temps, ces deux décennies voient la mise en place de nouvelles politiques d'urbanisme, qui se concentrent essentiellement sur la périphérie de la ville et accompagnent le développement démographique de l'agglomération.
Les années 1960 voient l'aménagement de la zone commerciale de La Madeleine à l'Est de la ville, le long de la route nationale 10 (actuelle route départementale 7010). Cette zone accueille en 1967 le premier hypermarché de l'agglomération, le 9e construit par le groupe Carrefour en France. La reconstruction du quartier résidentiel de La Madeleine, constitué de grands ensembles et de pavillons, est entièrement achevé dans les années 1970,. La ville voit la construction en 1966 de l'autoroute B10, plus tard l'autoroute A11, qui relie en 1972 Chartres à Paris via Saint-Arnould.
Au Sud-Est de la ville, le quartier résidentiel de Beaulieu, comprenant également des grands ensembles, est aussi reconstruit dans les années 1960,.

#### Mesures patrimoniales
Dans le même temps, plusieurs mesures patrimoniales sont prises pour préserver la vieille ville de Chartres et sa cathédrale. En juin 1964, les quartiers historiques de la ville sont placés par un arrêté ministériel sous le statut de secteur sauvegardé. Ce dernier, d'une superficie de 64 hectares, devient l'un des plus grands espaces urbains de France à bénéficier de ce dispositif. Quinze ans plus tard, en 1979, la cathédrale de Chartres devient le cinquième site français et la première cathédrale de France à être inscrite au patrimoine mondial de l'UNESCO.

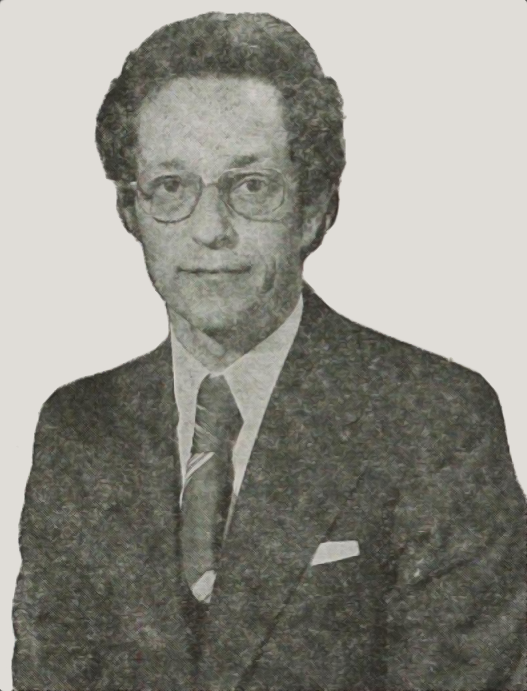
Georges Lemoine, maire de Chartres de 1977 à 1998

### Mandats de Georges Lemoine (1977-1998)
Lors des élections municipales de 1977, Georges Lemoine, conseiller général socialiste du canton de Chartres Sud-Est, est élu maire dès le premier tour avec 50,55% des voix. L'année suivante, lors des élections législatives, il est élu à l'Assemblée nationale dans la 1re circonscription d'Eure-et-Loir face au député sortant, Claude Gerbet, issu de la bourgeoisie chartraine. Il est par la suite réélu maire jusqu'en 1998, et député jusqu'en 2002.
Durant les premières années de son mandat de maire, Georges Lemoine cherche à faire de Chartres une ville touristique, en développant la capacité hôtelière de la ville, jusque-là limitée à 320 chambres. En 1980, il inaugure le Centre international du vitrail en présence du président de la République Valéry Giscard d'Estaing.
En 1988, Georges Lemoine lance le projet d'un « Centre international médiéval » pour retenir plus longuement les visiteurs et valoriser l'image de Chartres. Le projet prévoit l'aménagement, sous le parvis de la cathédrale, face à l'édifice, de 15 000 m2 de sous-sol pour y installer un musée d'art religieux. Un concours d'architecte est organisé en 1993 mais le projet n'aboutit pas.
Georges Lemoine cherche également à relancer l'activité économique à Chartres. En 1991, la municipalité crée une nouvelle zone pour les entreprises industrielles et tertiaires de 200 hectares à la sortie de l’autoroute A11, le « jardin d'entreprises ». La ville cherche notamment à capitaliser sur sa situation géographique à proximité de l'aéroport d'Orly et de Paris (via le train et l'autoroute A11) pour attirer les entreprises.
L'agglomération chartraine compte dans les années 1990 plus de 86 000 habitants. La ville doit faire face à cette époque à une situation financière difficile. En 1997, Georges Lemoine est réélu député d'Eure-et-Loir, cette fois d'extrême justesse, par 50,82% des voix au second tour. Pour éviter le cumul des mandats, il démissionne de son mandat de maire l'année suivante en conservant la présidence du district de Chartres. Son premier adjoint, Jean-Louis Guillain, lui succède à la tête de la ville.

## XXIesiècle

### Mandat de Jean-Louis Guillain (1998-2001)
Jean-Louis Guillain affirme vouloir « poursuivre dans la voie tracée » par son prédécesseur Georges Lemoine : « l'urbanisme, le développement universitaire [et] les transports ». La ville entame des négociations avec l'armée de l'air pour récupérer les terrains de l'ancienne base aérienne 122 Chartres-Champhol. En octobre 2000, la ville installe une antenne scientifique universitaire dans l'ancienne caserne Marceau.
Le 1er janvier 2000, le district de Chartres se transforme en communauté d'agglomération, qui prend le nom de Chartres Métropole en 2004.

### Mandats de Jean-Pierre Gorges (depuis 2001)

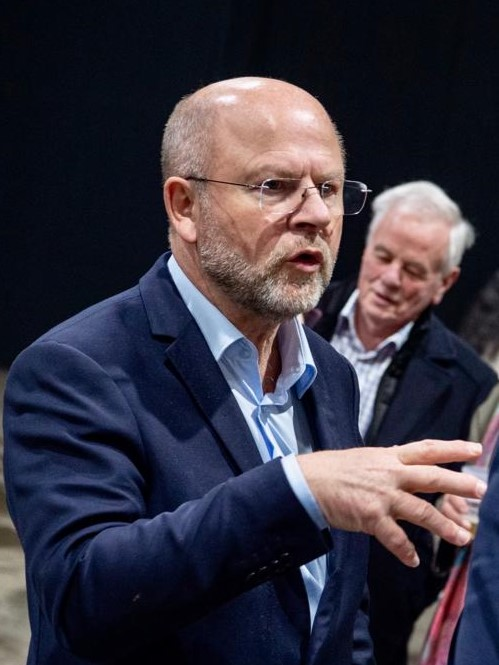
Jean-Pierre Gorges, maire de Chartres depuis 2001

En mars 2001, Jean-Pierre Gorges est élu maire de Chartres et président de la communauté d'agglomération chartraine. Il lance plusieurs grands chantiers qui modifient profondément la morphologie de la ville,.
L’opération de rénovation urbaine entreprise par la municipalité se concentre d’abord sur le quartier historique et les boulevards de la ville. En 2005, la construction d'un parking souterrain dans le centre-ville vise à réduire le stationnement en surface et à développer la circulation piétonne,. En 2007, est inauguré la médiathèque « L’Apostrophe » dans l'ancien hôtel des Postes. En 2009, la ville se dote du plus grand complexe aquatique de France, l'Odyssée,. La ville lance en parallèle une série de programme de rénovation urbaine dans le quartier de Beaulieu, comprenant la destruction des anciennes barres HLM et la construction de nouveaux logements.
En 2010, Chartres entame le réaménagement du plateau nord-est et réalise en 2013 l'acquisition des anciens terrains de la base aérienne 122,. La mairie initie également les travaux de réaménagement du quartier de la gare en 2015. Un nouveau hall voyageurs est inauguré en octobre 2018.
De nouveaux équipements culturels sont construits sur les boulevards de Chartres. Après la réalisation d'un nouveau cinéma, le nouveau théâtre, le « Off », est inauguré en septembre 2022. En 2022, est inauguré le nouveau pôle administratif de la ville et de la communauté d’agglomération autour de l’hôtel Montescot. Un bus à haut niveau de service est également inauguré en septembre 2025, initialement avec une ligne unique reliant le quartier de la Madeleine à Lucé passant par le centre-Ville, avant de développer le projet d'une seconde ligne reliant Le Coudray à Mainvilliers.